# Mazda 323
Mazda 323 – samochód osobowy produkowany przez japoński koncern Mazda sprzedawany w latach 1977–2003. Następca to Mazda 3.

## Pierwsza generacja – 323 FA (1977–1980)

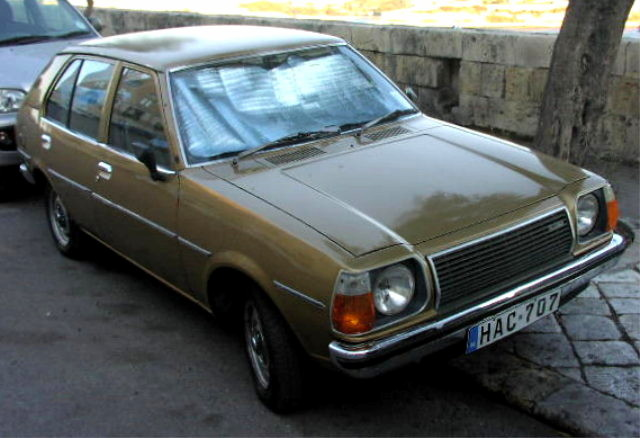
Mazda 323 FA w wersji hatchback

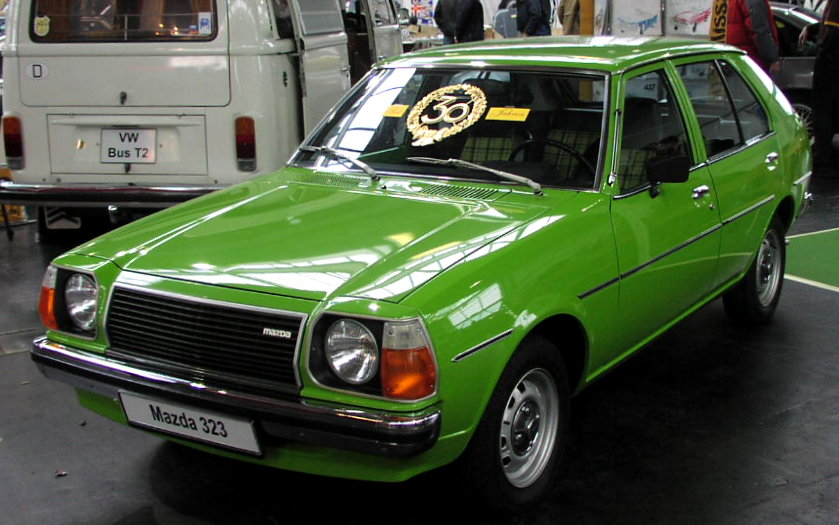
Mazda 323 5d (1977–1979)

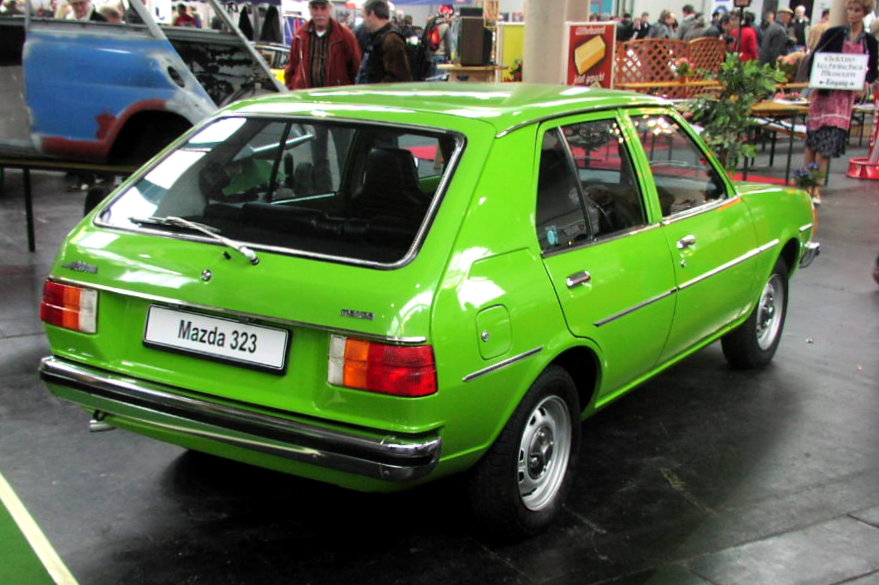
tył 323 5d

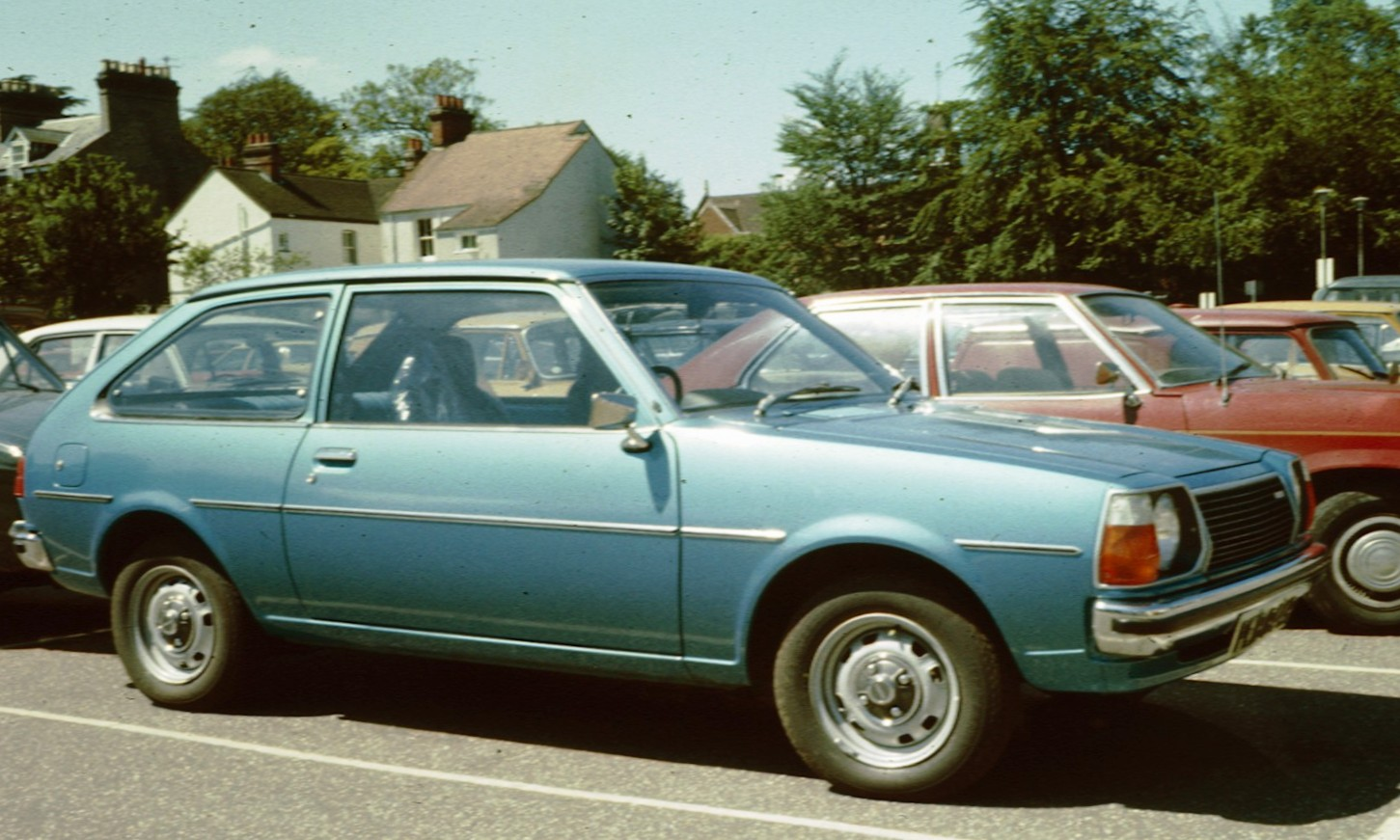
Mazda 323 1980, 3d

Mazda

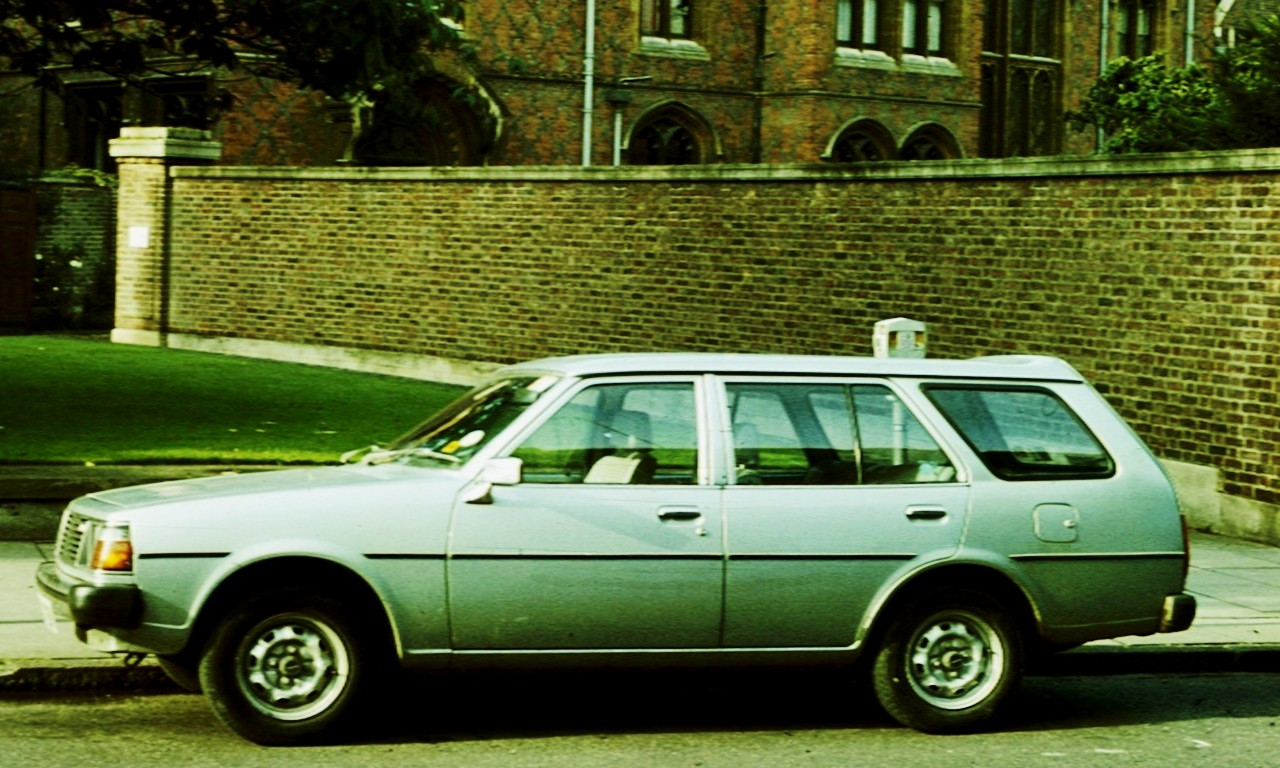
Mazda 323 estate-kombi

Nazwa Mazda 323 pojawiła się po raz pierwszy w 1977, jako eksportowa nazwa modelu Familia, którego kolejne generacje produkowano od 1964. Na europejskim rynku auta te były znane jako Mazda 1000 i 1200 oraz 808 i 818.
W 1977 pojawiła się Familia IV generacji oznaczona też jako I generacja Mazdy 323 o symbolu FA. Na rynku amerykańskim auto otrzymało nazwę Great Little Car (GLC). Idąc zgodnie nowymi trendami Mazda 323 otrzymała dwubryłowe nadwozie typu hatchback dostępne w wersji 3- i 5-drzwiowej. Długość auta wynosiła 3,82 m, pojemność bagażnika 240/1250 l.
Mazda 323 oferowała 2 sprawdzone silniki benzynowe o pojemności skokowej 1100 i 1300 cm³ (1.1 i 1.3) o mocy 45 i 60 KM. przejęte z poprzedniego modelu. Dostępne były 3 skrzynie biegów: dwie manualne 4- i 5-biegowe oraz automatyczna 3-biegowa. Moc przekazywana była na oś tylną. W 1979 przeprowadzono modernizację. Zmieniono przednią część nadwozia i wprowadzono wersję kombi 3- i 5-drzwiową. Pojawił się także nowy silnik o pojemności 1400 cm³ (1.4) o mocy 100 KM.
Produkcję modelu zakończono w 1980.

## Druga generacja – 323 BD (1980–1985)

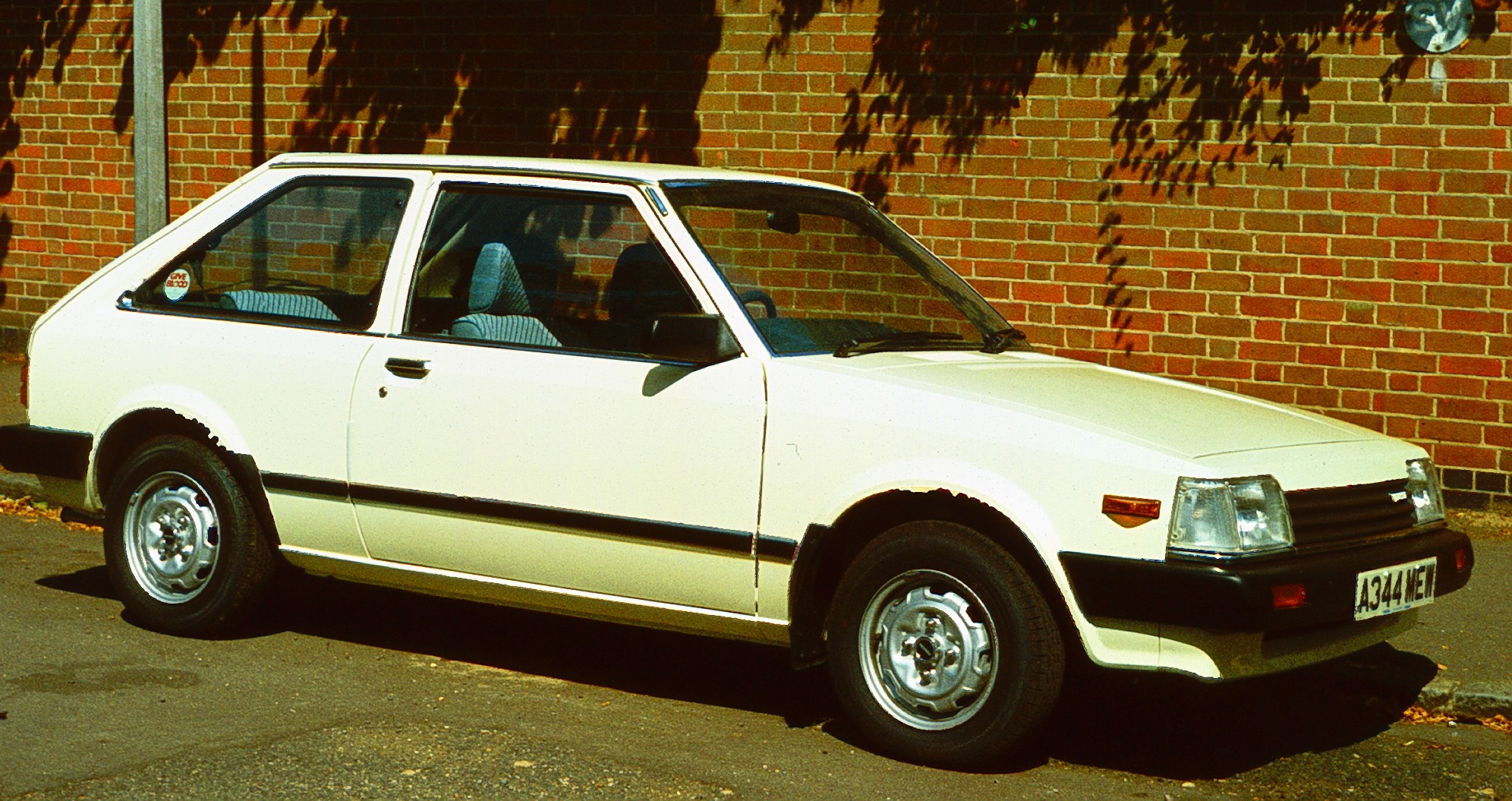
Mazda 323 BD w wersji hatchback 1983–1985

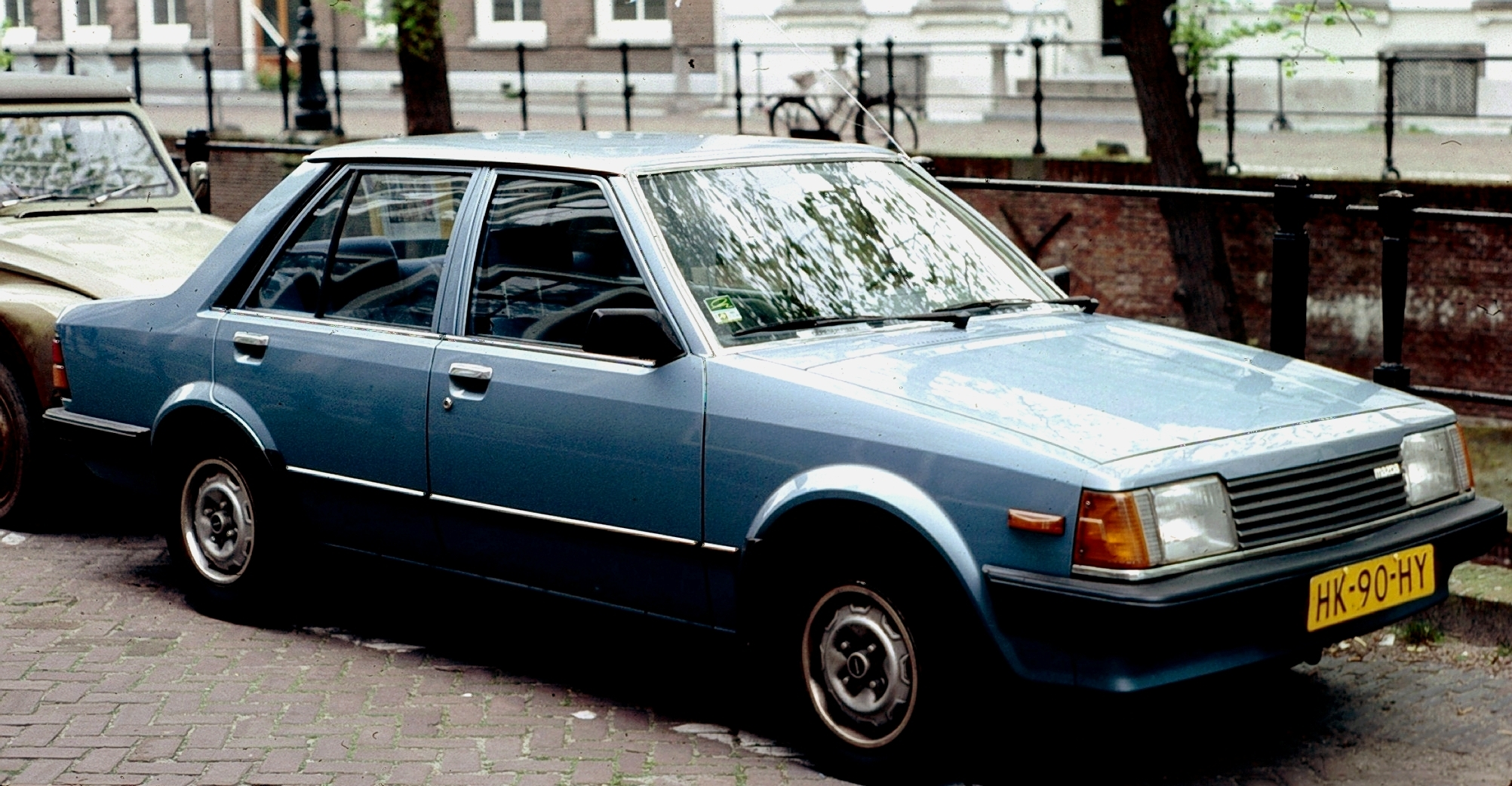
Mazda 323 sedan (1981–1983)

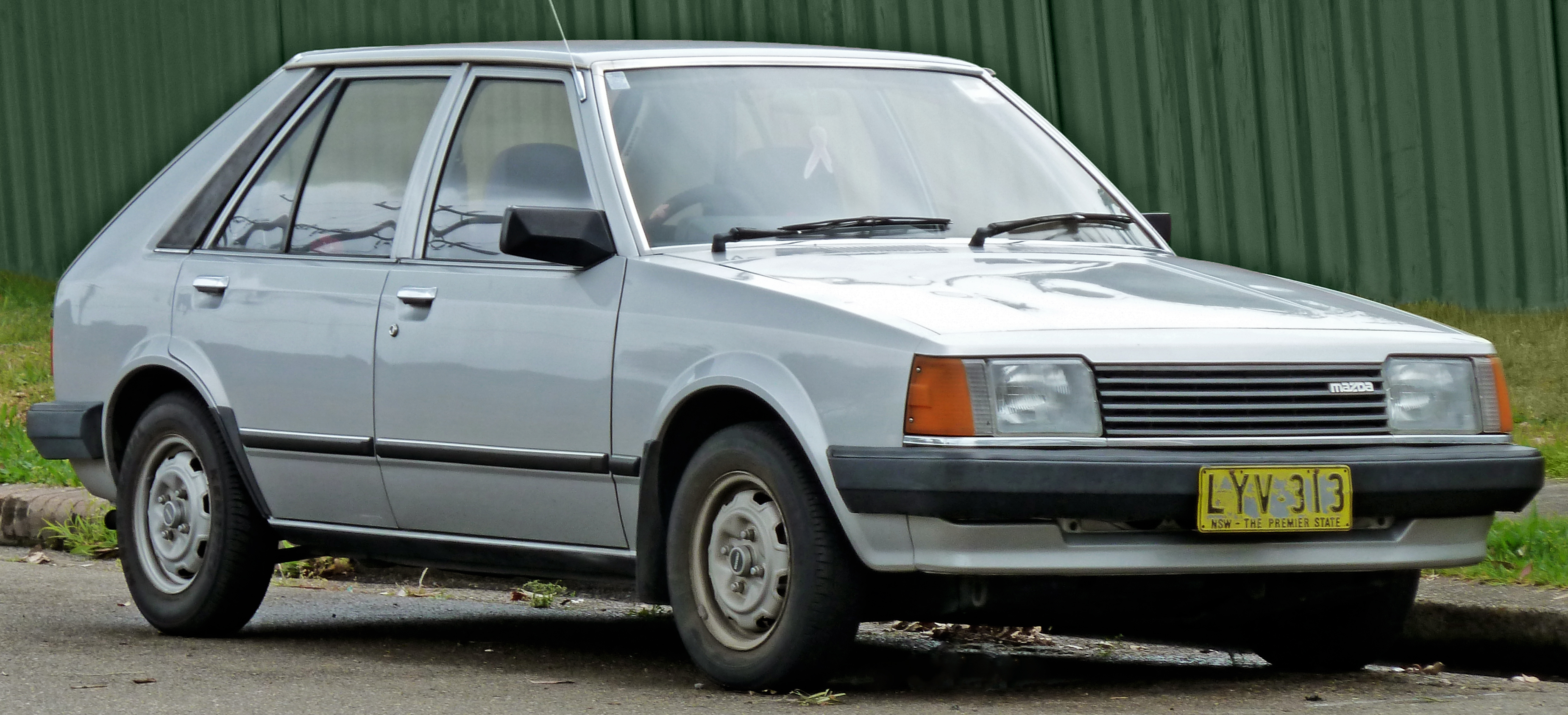
Mazda 323 5d (1980–1983)

II generacja Mazdy 323 pojawiła się w maju 1980 i miała niewiele wspólnego z poprzedniczką. Zastosowano napęd na koła przednie. Silnik umieszczono poprzecznie przed osią przednią. Wprowadzono nadwozie hatchback 3- i 5-drzwiowe oraz 4-drzwiowy sedan. W 1983 przeprowadzono facelifting przenosząc przednie kierunkowskazy na zderzak. Zmieniono również tylne światła odblaskowe.
Wprowadzono nową serię silników (ozn. E) o pojemnościach: 1071 cm³ (1.1) (o mocy: 55 KM), 1296 cm³ (1.3) (68 KM) i 1490 cm³ (1.5) (o dwóch zakresach mocy: 75 KM i w wersji GT 88 KM).

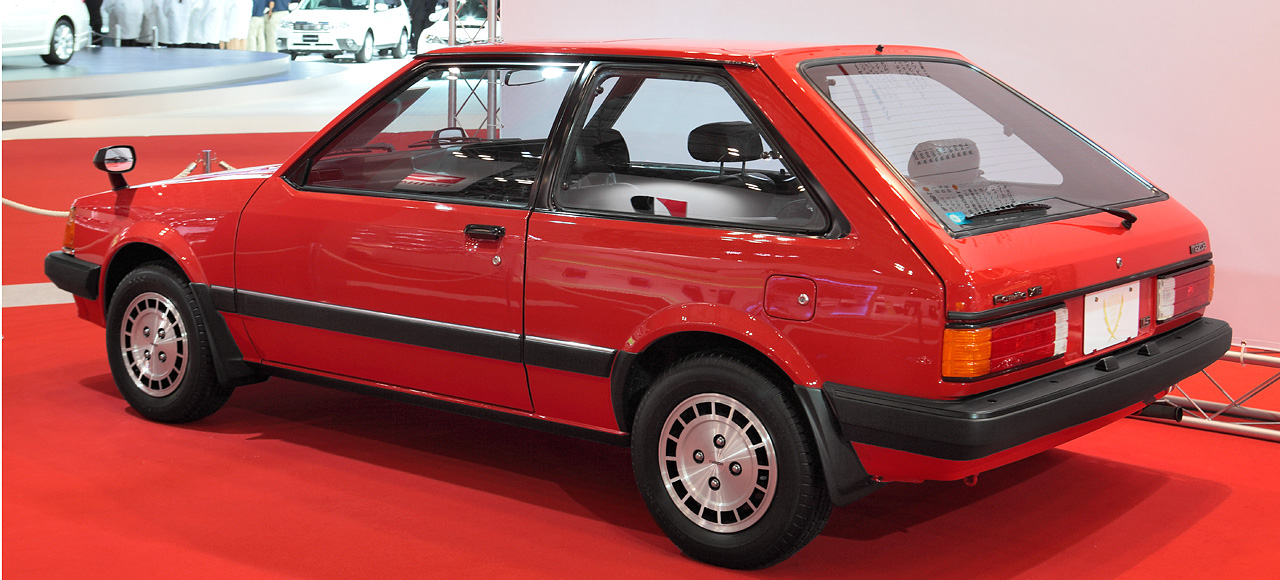
Mazda Familia 1500 XG (japońska wersja 323 3d)

## Trzecia generacja – 323 BF (1985–1989)

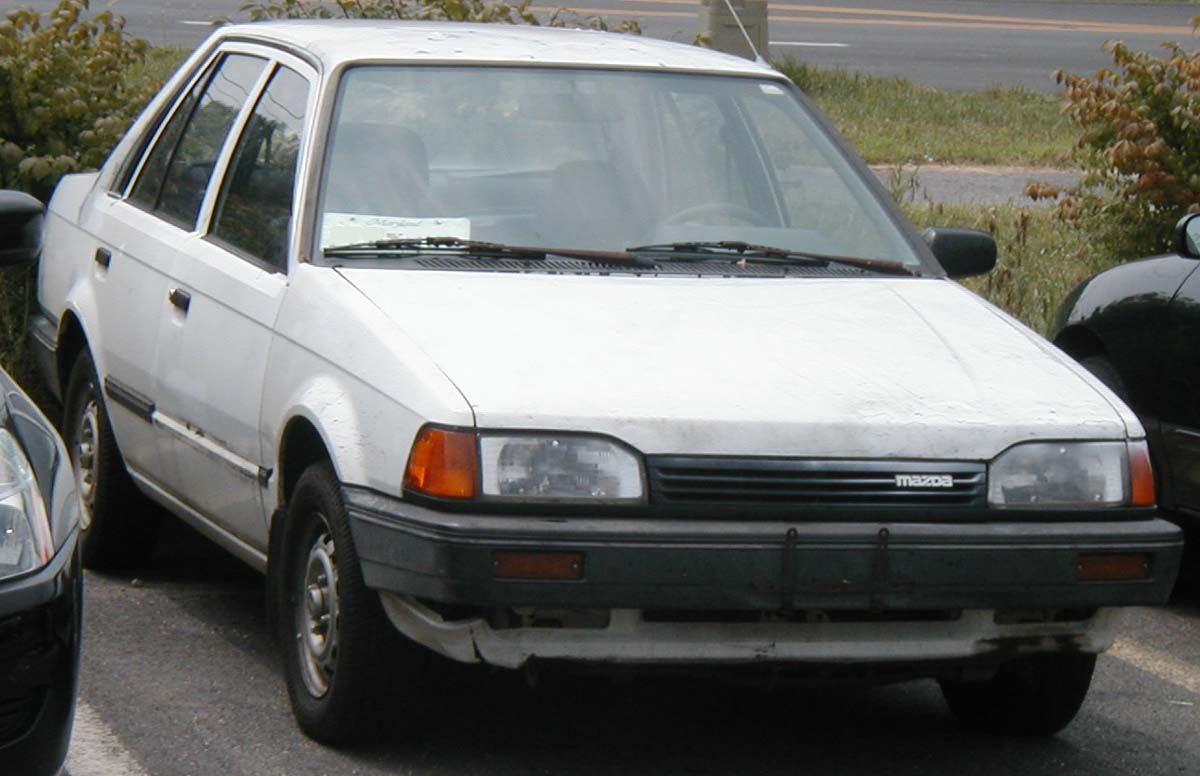
Mazda 323 BF sedan po liftingu (wersja amerykańska)

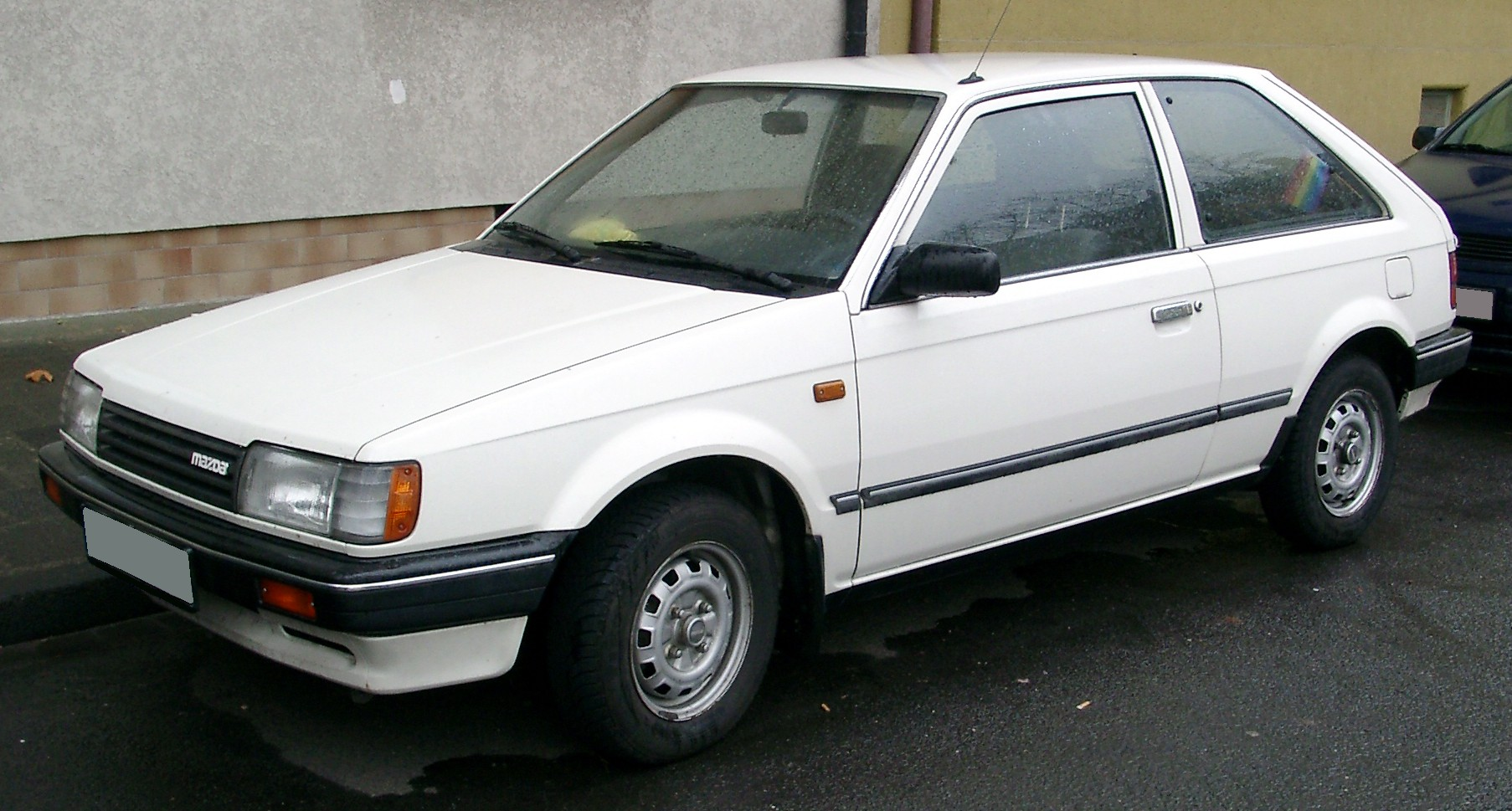
Mazda 323 3d (1985–1987)

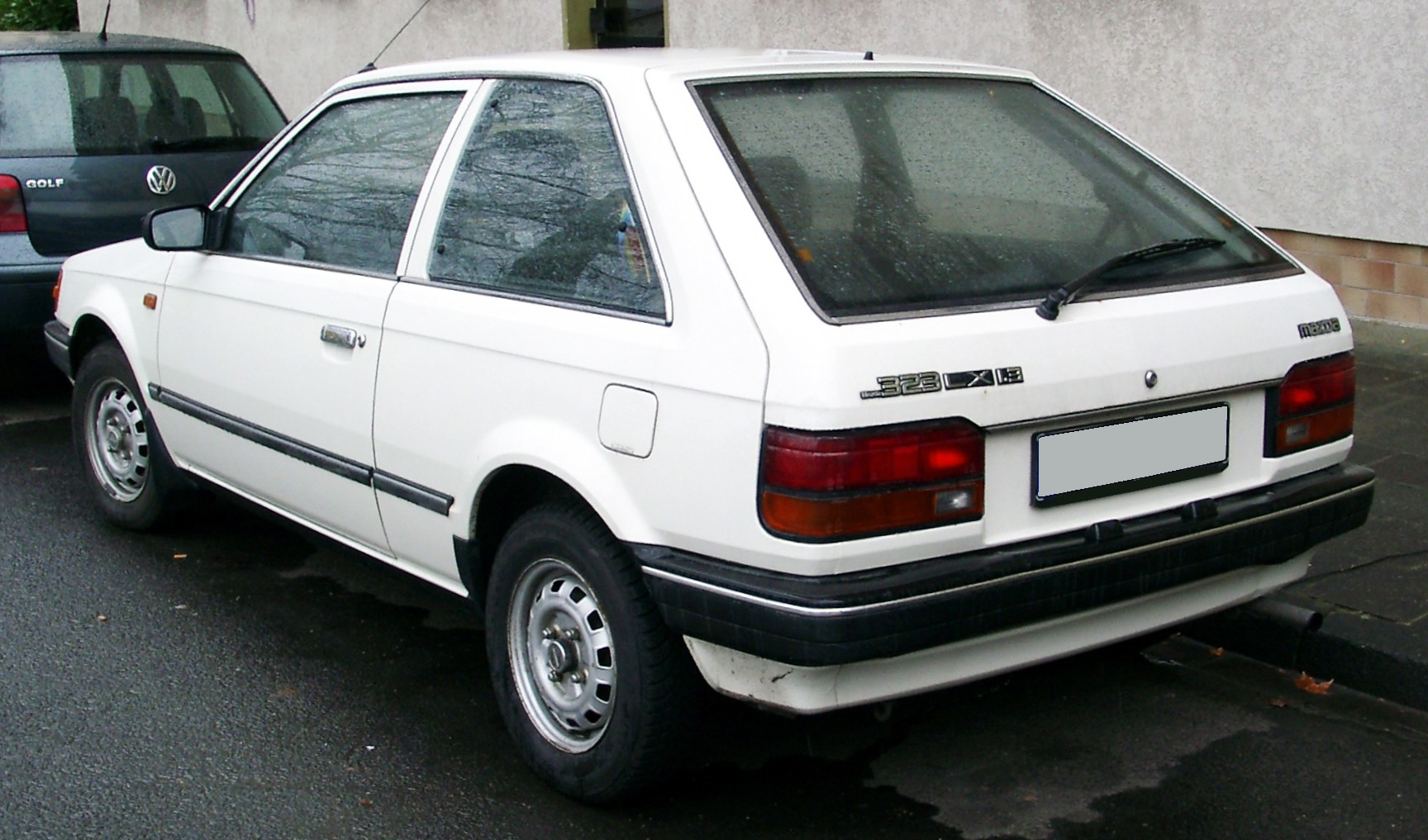
tył 323 3d, 85-87

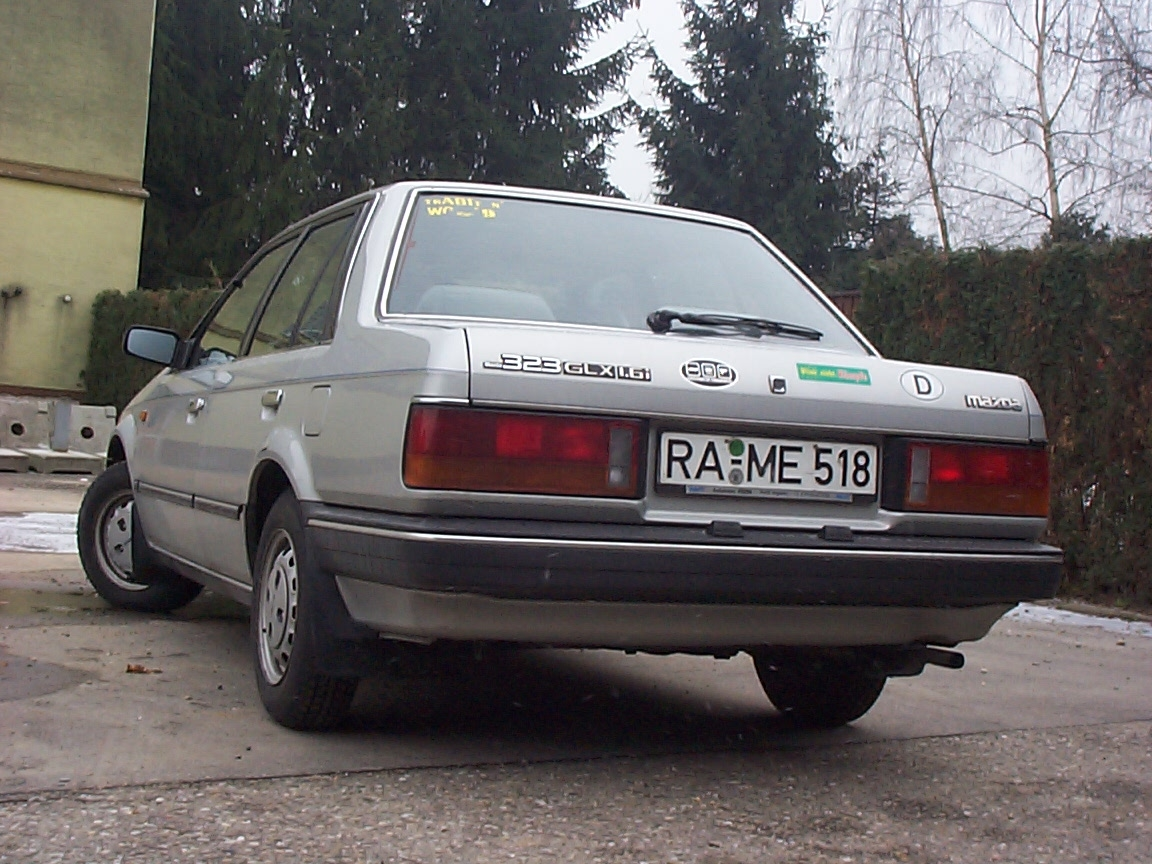
Mazda 323 sedan (1985–1987)

III generacja Mazdy 323 ukazała się w 1985. Od swojej poprzedniczki różniła się gabarytami (była nieco większa), zwiększono także rozstaw osi i tylnych kół. 323 BF produkowana była w trzech wersjach nadwoziowych, tj. 3- i 5-drzwiowy hatchback, sedan i (od 1986) kombi. Unowocześniono wnętrze samochodu, natomiast podwozie pozostało bez większych zmian.
Gamę silników uzupełnił wolnossący diesel o pojemności 1720 cm³ (1.7), a także silnik benzynowy (oznaczenie B6)o pojemności 1597 cm³ (1.6) i mocy 85 KM, gdzie jako nowość wprowadzono elektroniczny wtrysk paliwa, zastępując tym samym gaźnik. Do produkcji weszły także mocniejsze wersje silnika B6 z turbodoładowaniem oraz z dwoma wałkami rozrządu w głowicy (DOHC) i 16 zaworami (po 4 na każdy cylinder). Dzięki tym modyfikacjom moc silnika wzrosła do 140 KM. Nowością okazało się również wprowadzenie wersji 4x4.
Największą modernizację 323 BF przeszła w 1987, gdzie przeprowadzono tzw. facelifting. Zmieniono wówczas kształt reflektorów, pokrywy silnika oraz lamp tylnych, a także elementy tapicerki. Wprowadzono nową gamę silników, gdzie oprócz wspomnianych silników B6 i Diesla pojawiły się 1300cm³ (B3) i 1500cm³ (B5). W wielu krajach samochód ten sprzedawany jest pod nazwą Ford Laser.
Mazdę 323 BF zastąpiono w 1989 generacją BG, natomiast wersję kombi produkowano aż do 1995.

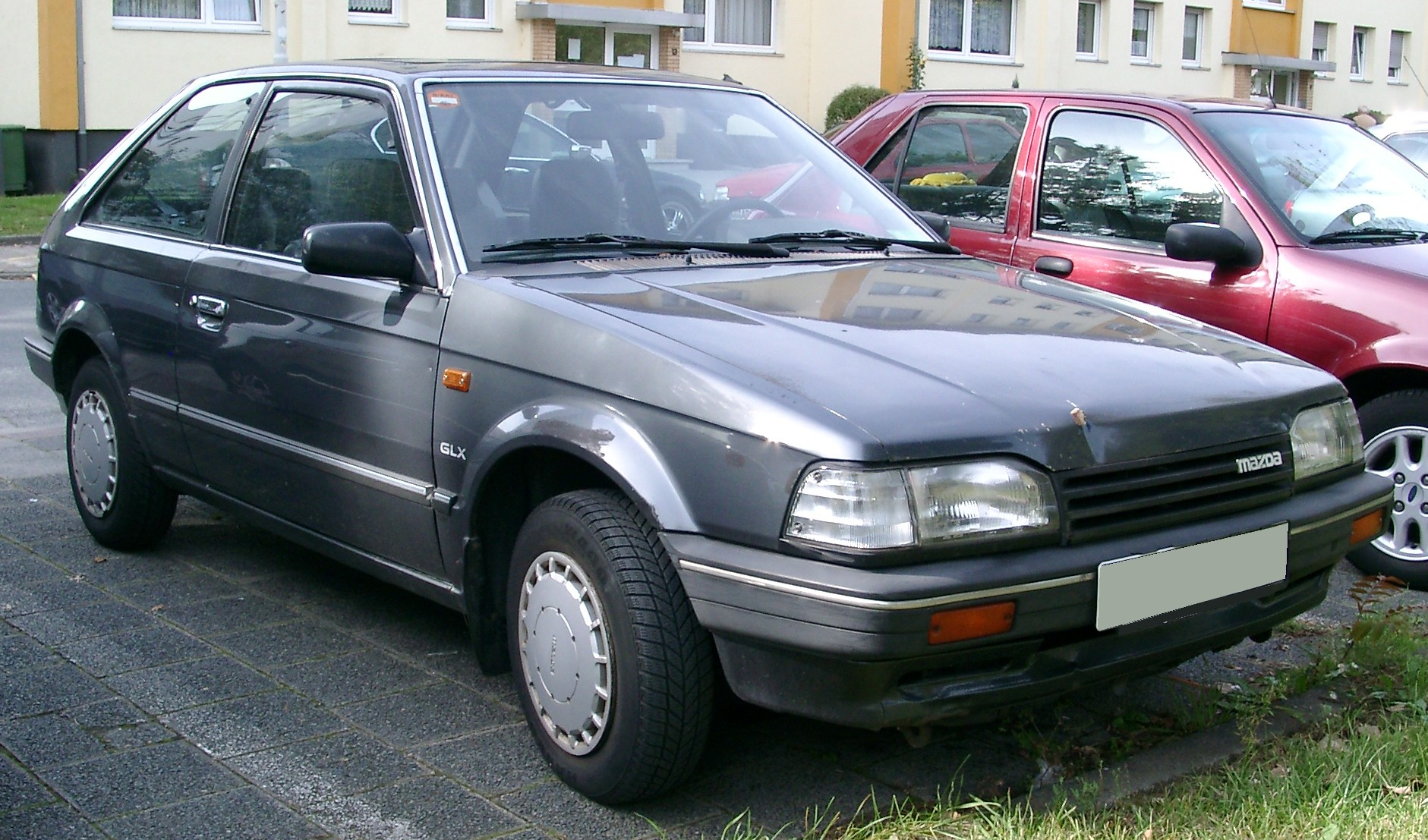
Mazda 323 3d (1987–1989)

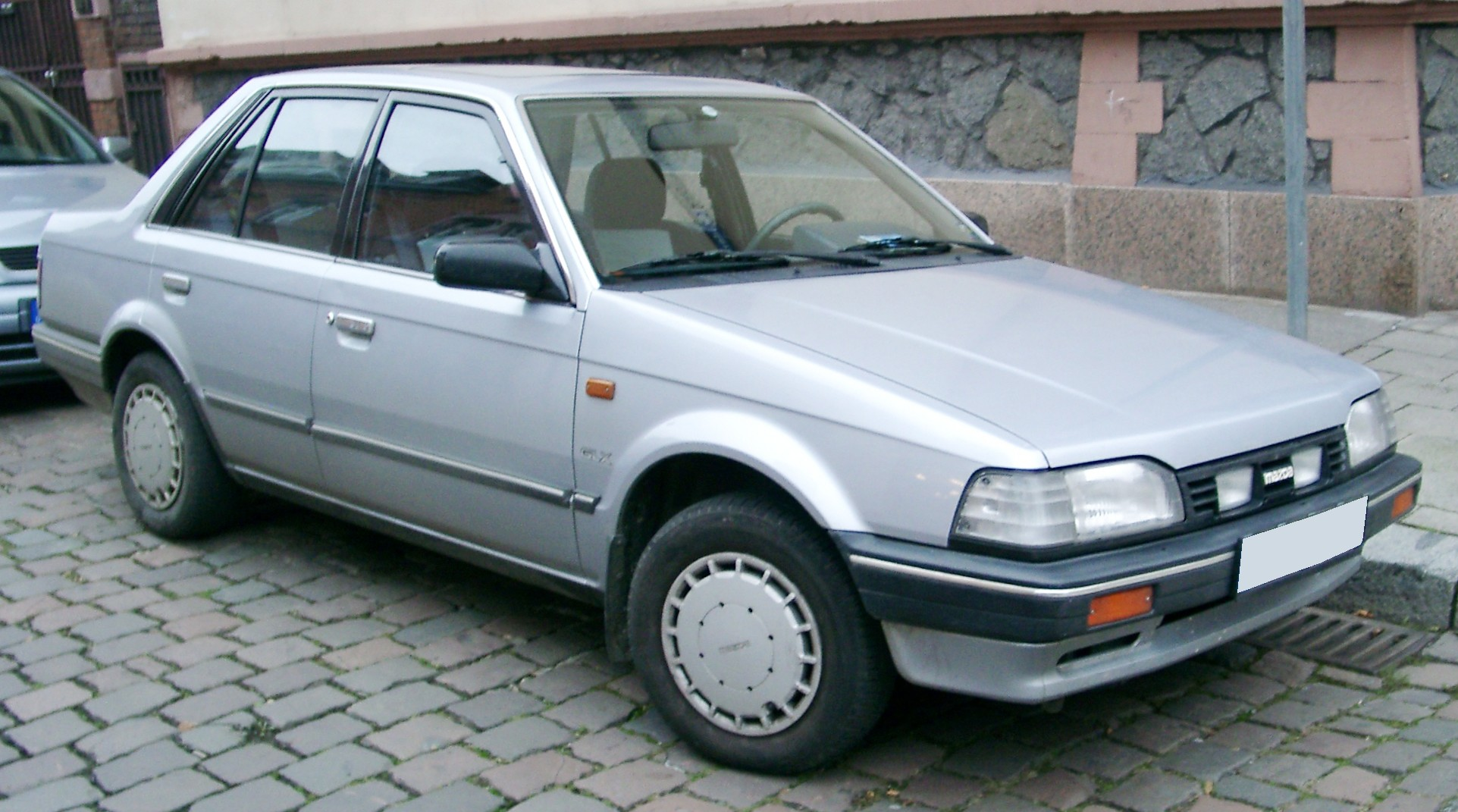
Mazda 323 sedan, 1987–1989

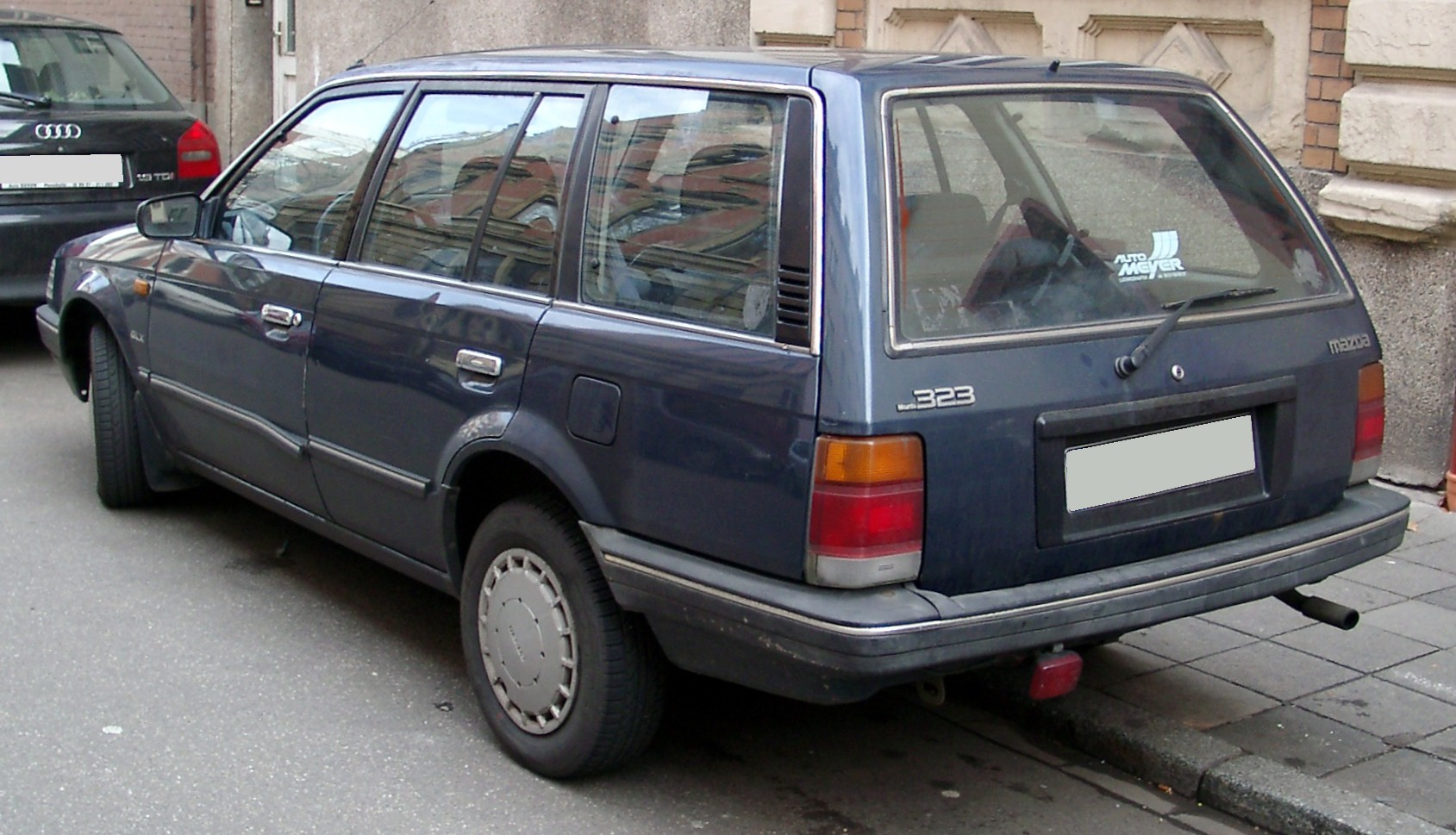
Mazda 323 Kombi (1987–1989)

## Czwarta generacja – 323 BG (1989–1994)

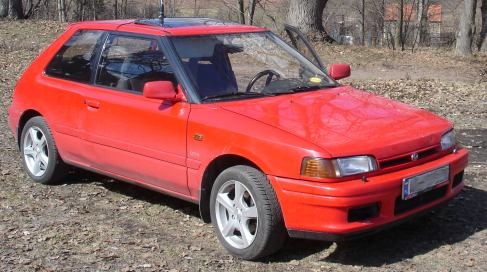
Mazda 323 BG GTX

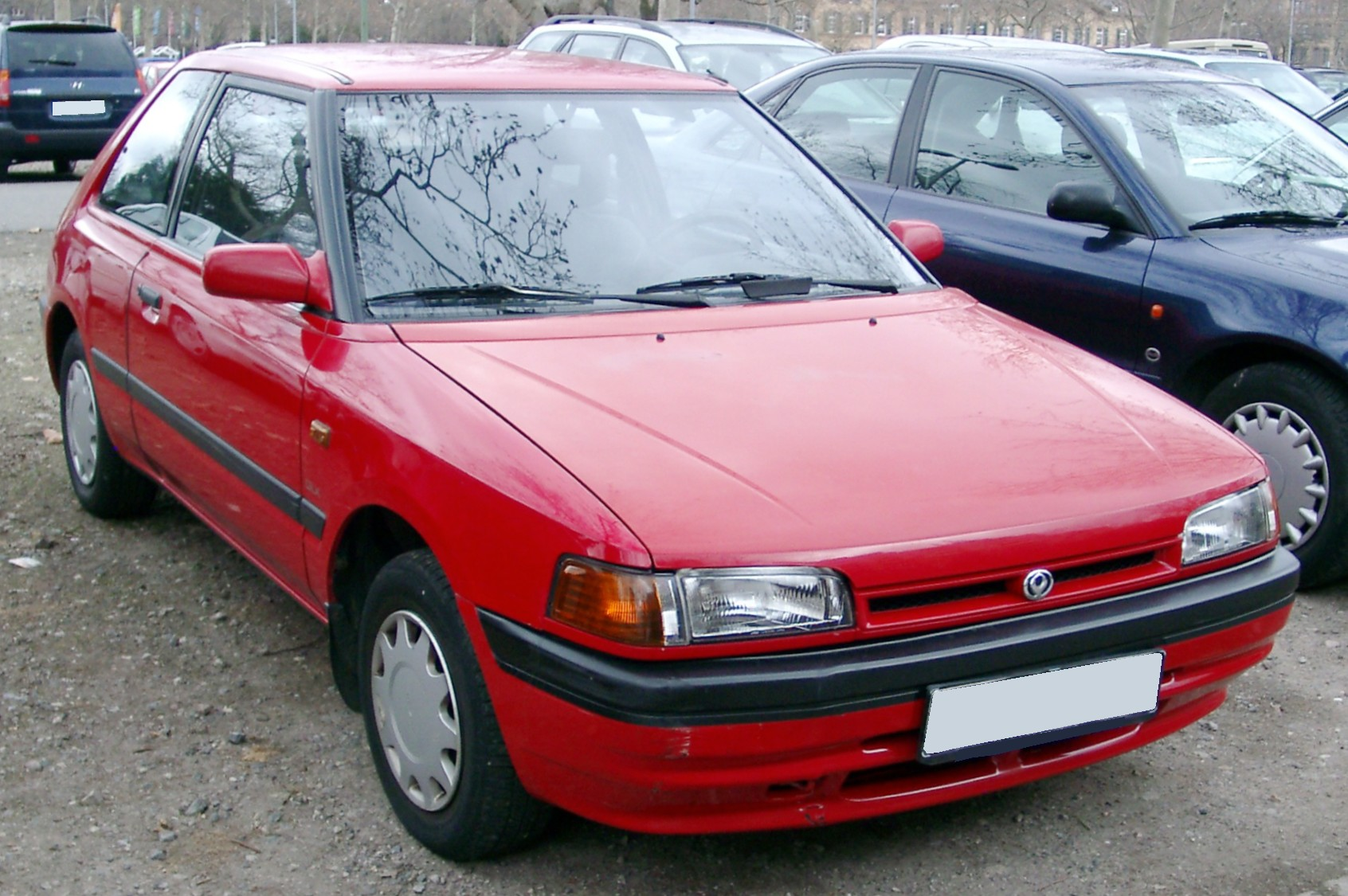
Mazda 323 3d (1989–1994)

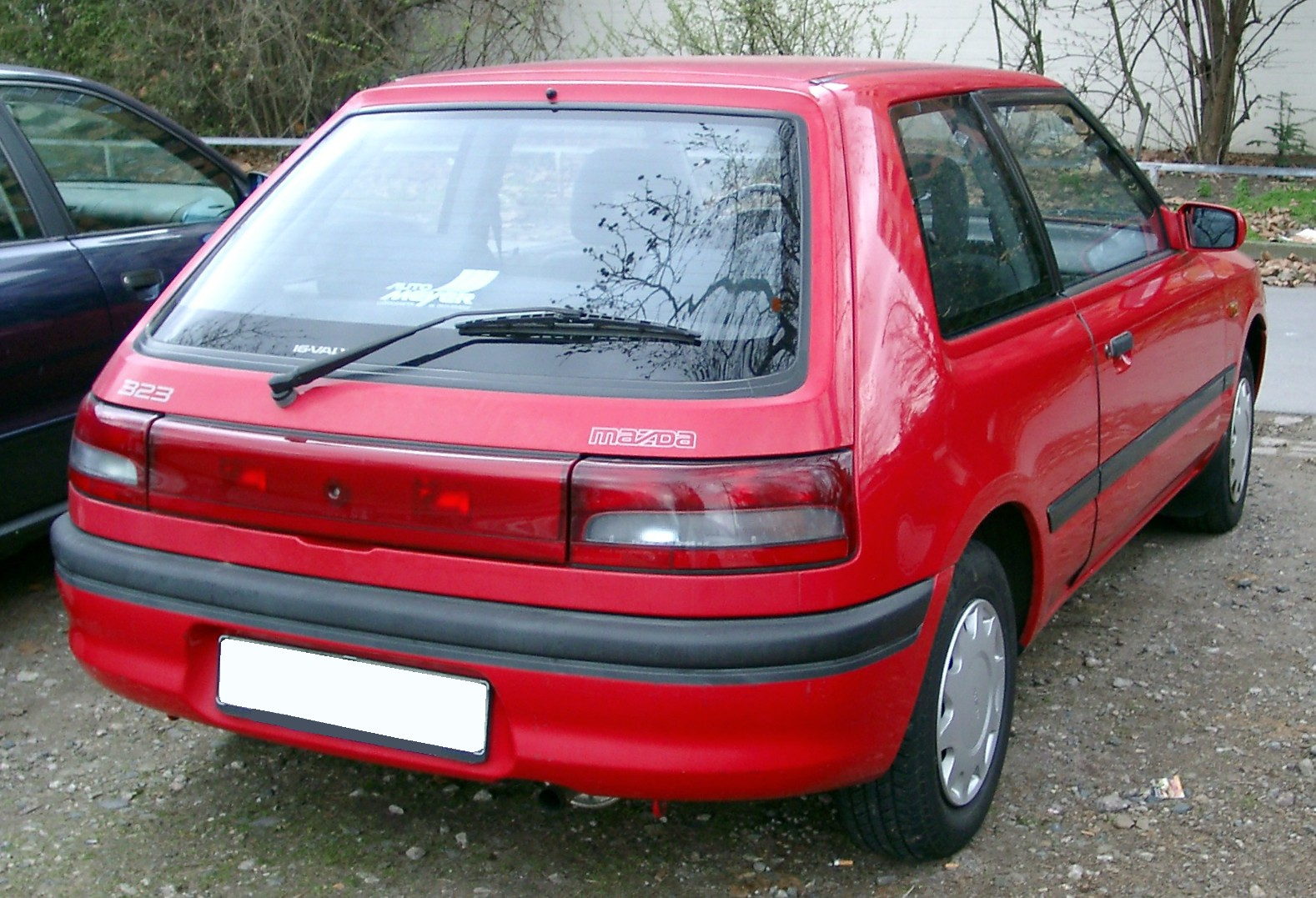
tył wersji 323 3d

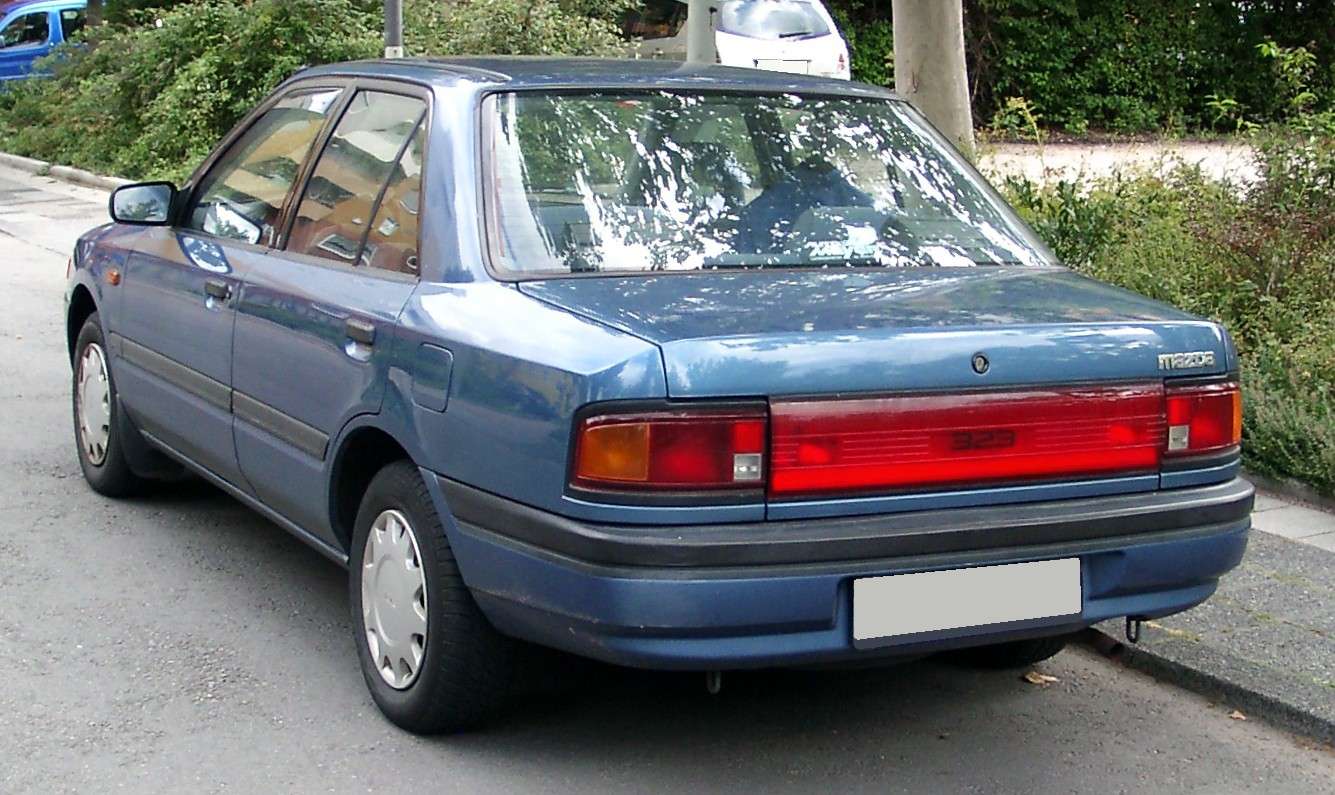
Mazda 323 sedan (1989–1994)

IV generacja Mazdy 323 pojawiła się w 1989. Podobnie jak w poprzednich wersjach produkowano wersję 3-drzwiowy hatchback oraz 5-drzwiowy fastback oznaczony literą F, jak również 4-drzwiowy sedan. Pierwszy raz zdecydowano się na produkcję dwóch płyt podłogowych o rozstawach osi dla wersji 3-drzwiowej: 2450 mm, a dla nadwozia pięciodrzwiowego płyta miała zwiększony rozstaw osi do 2500 mm.
Auto na większej płycie o nazwie 323F miało inną formę zewnętrzną, która swoim kształtem przypominała sportowe coupé. Charakterystycznymi szczegółami była nisko opadająca linia pokrywy silnika, chowane reflektory oraz integralny spoiler tylny.
Silniki modelu BG to: 1300 cm³ (1.3) (73 KM), 1600 cm³ (88 KM) oraz nowy szesnastozaworowy silnik o pojemności 1840 cm³(1.9) występujący w dwóch wersjach mocy: 103 KM (SOHC – z pojedynczym wałkiem rozrządu) i 128 KM (DOHC – z dwoma wałkami rozrządu), a także wolnossący diesel o pojemności 1700 cm³ (1.7) i mocy 56 KM. W 1990 wprowadzono model GTX, który wyposażono w turbodoładowany o pojemności 1840 cm³ i mocy 168 KM. Jego wersja homologacyjna o nazwie GT-R miała zmieniony i wzmocniony do mocy 185 KM silnik BPT, wyposażony w większą od GTX turbosprężarkę, cały samochód przeszedł liczne zmiany mechaniczne. W 1991 przeprowadzono facelifting obejmujący głównie reflektory i lampy tylne.

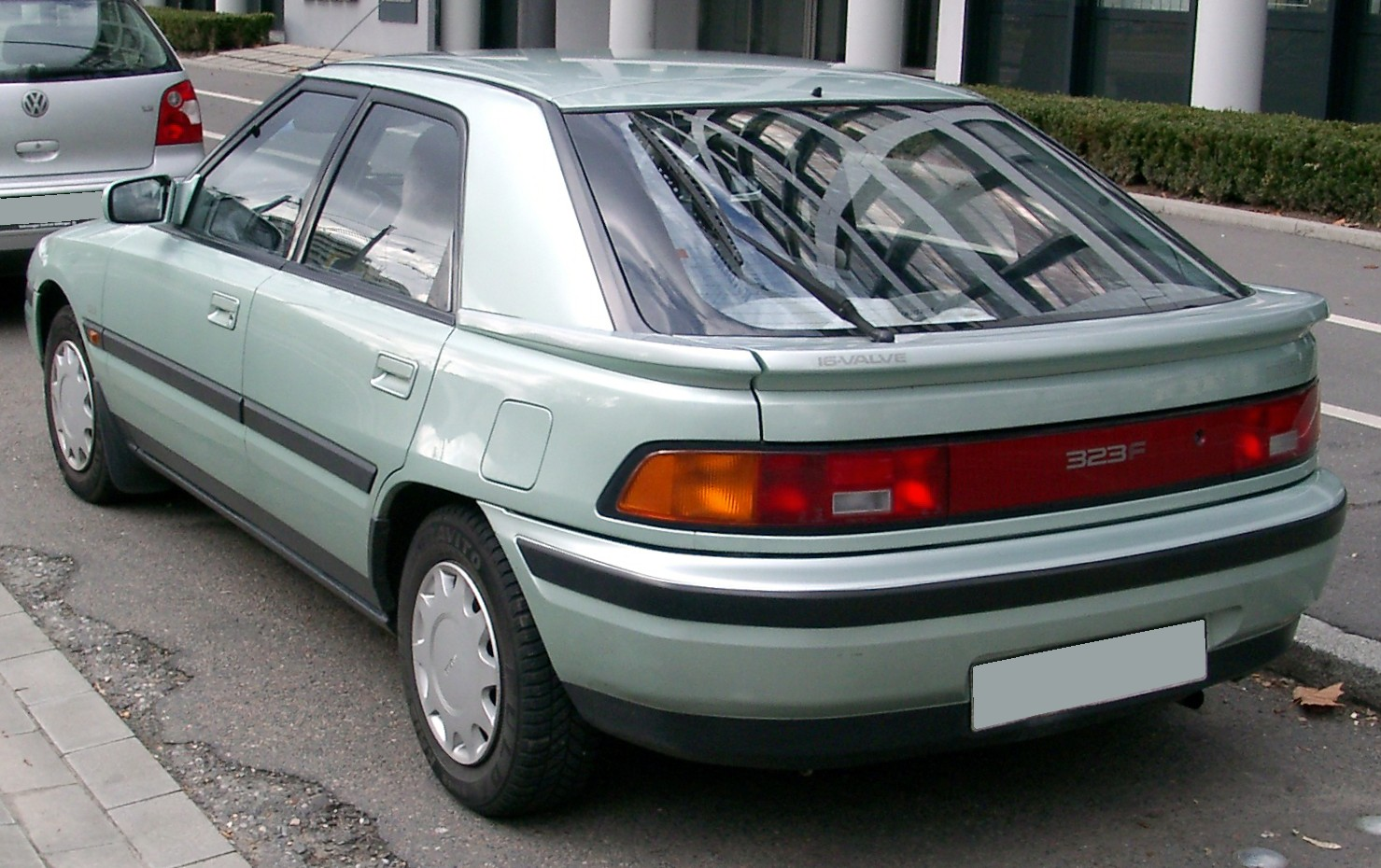
tylna część 323F

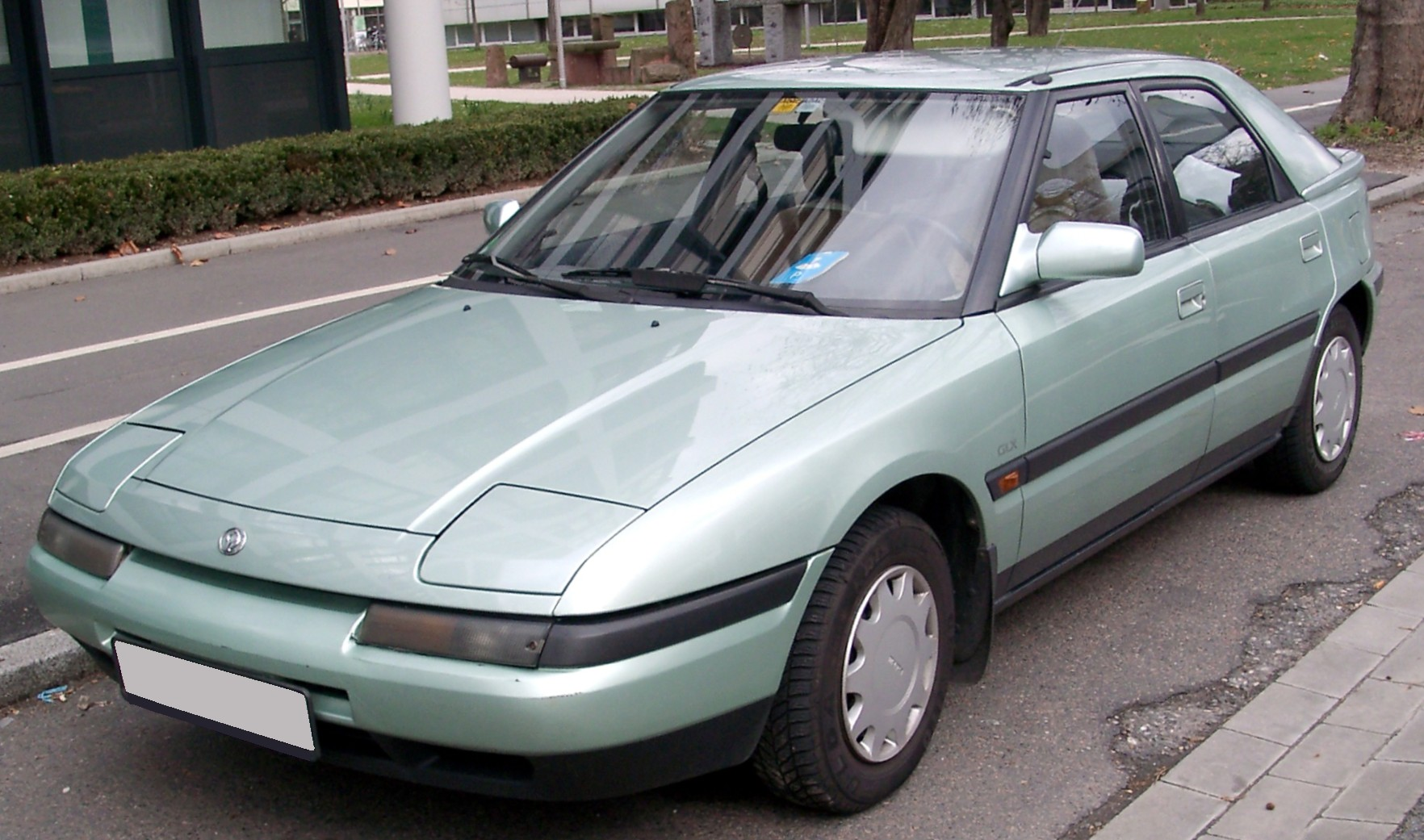
Mazda 323F (1989–1994)

Produkcję zakończono w 1994.

## Piąta generacja – 323 BA (1994–1998)

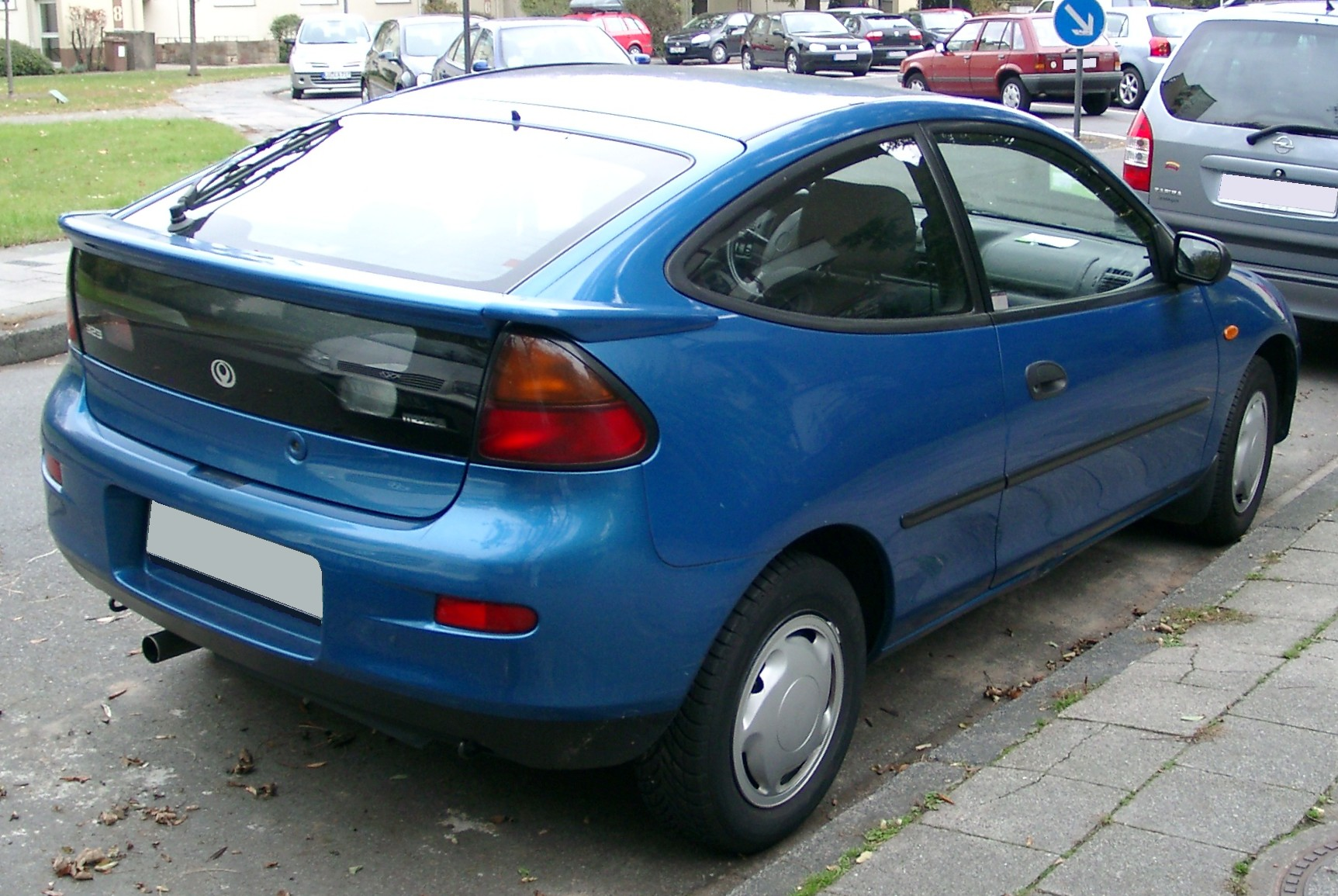
Mazda 323C (BA) od tyłu

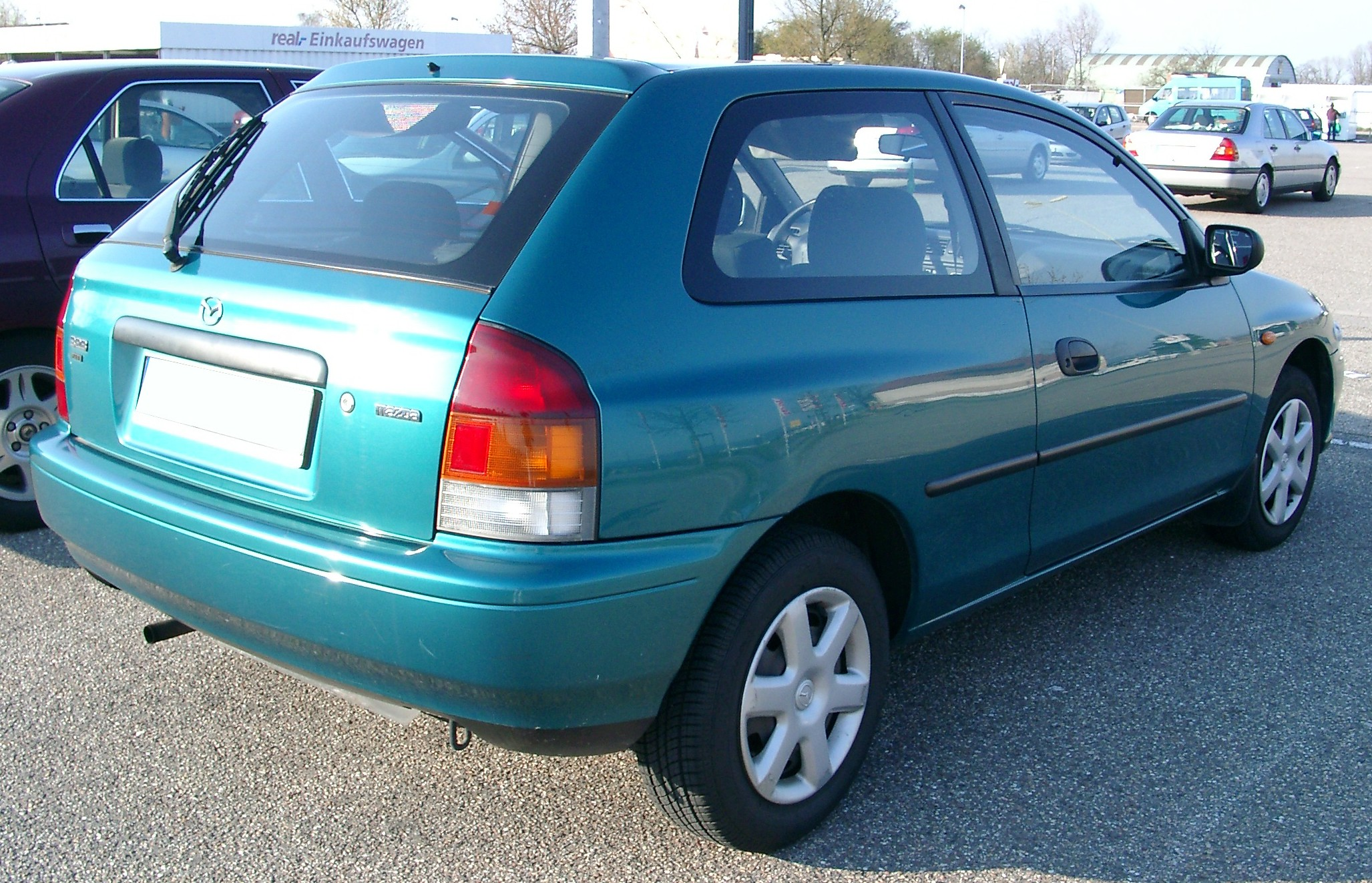
Mazda 323P (BA) od tyłu

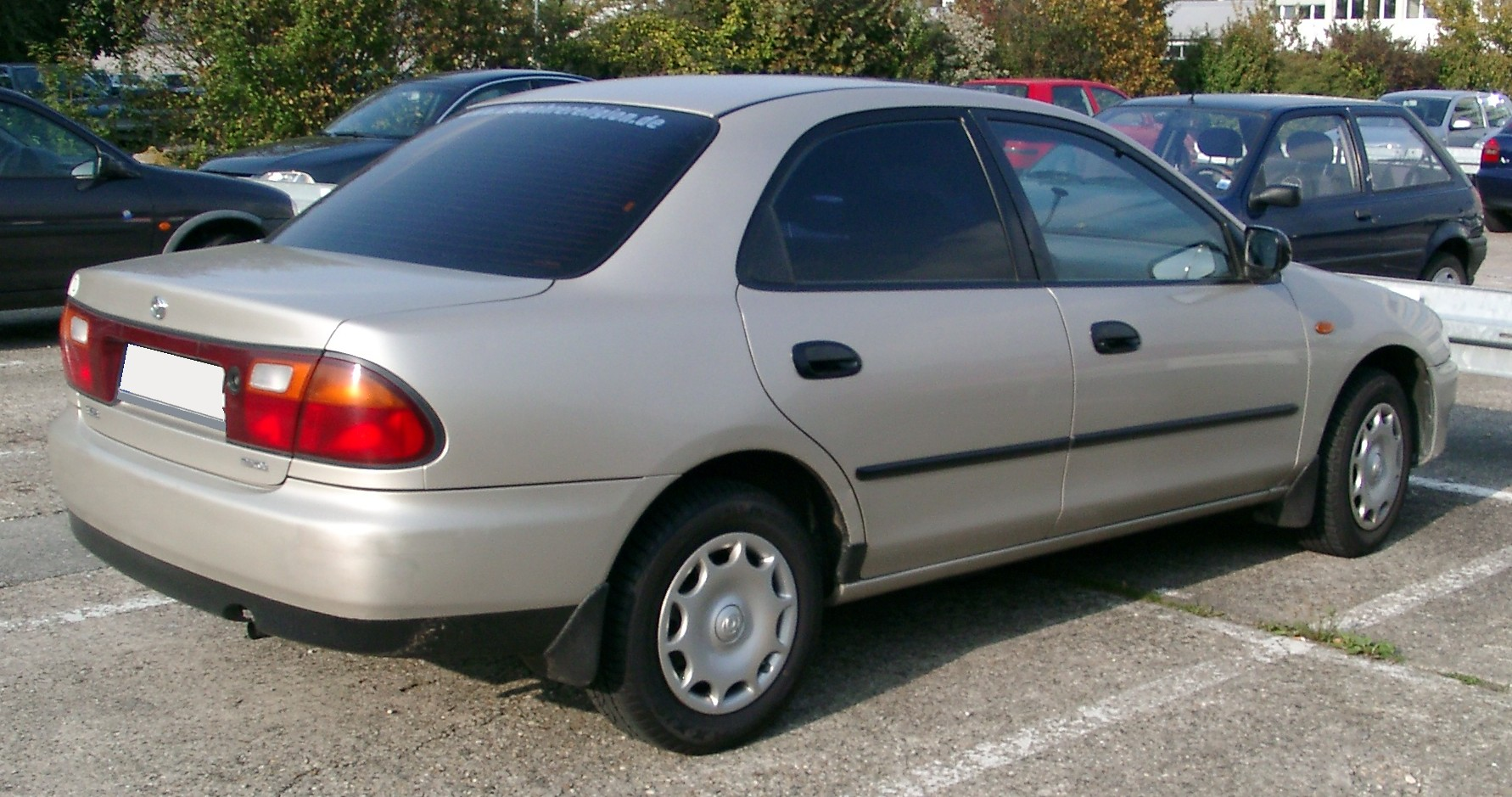
Mazda 323S (BA) od tyłu

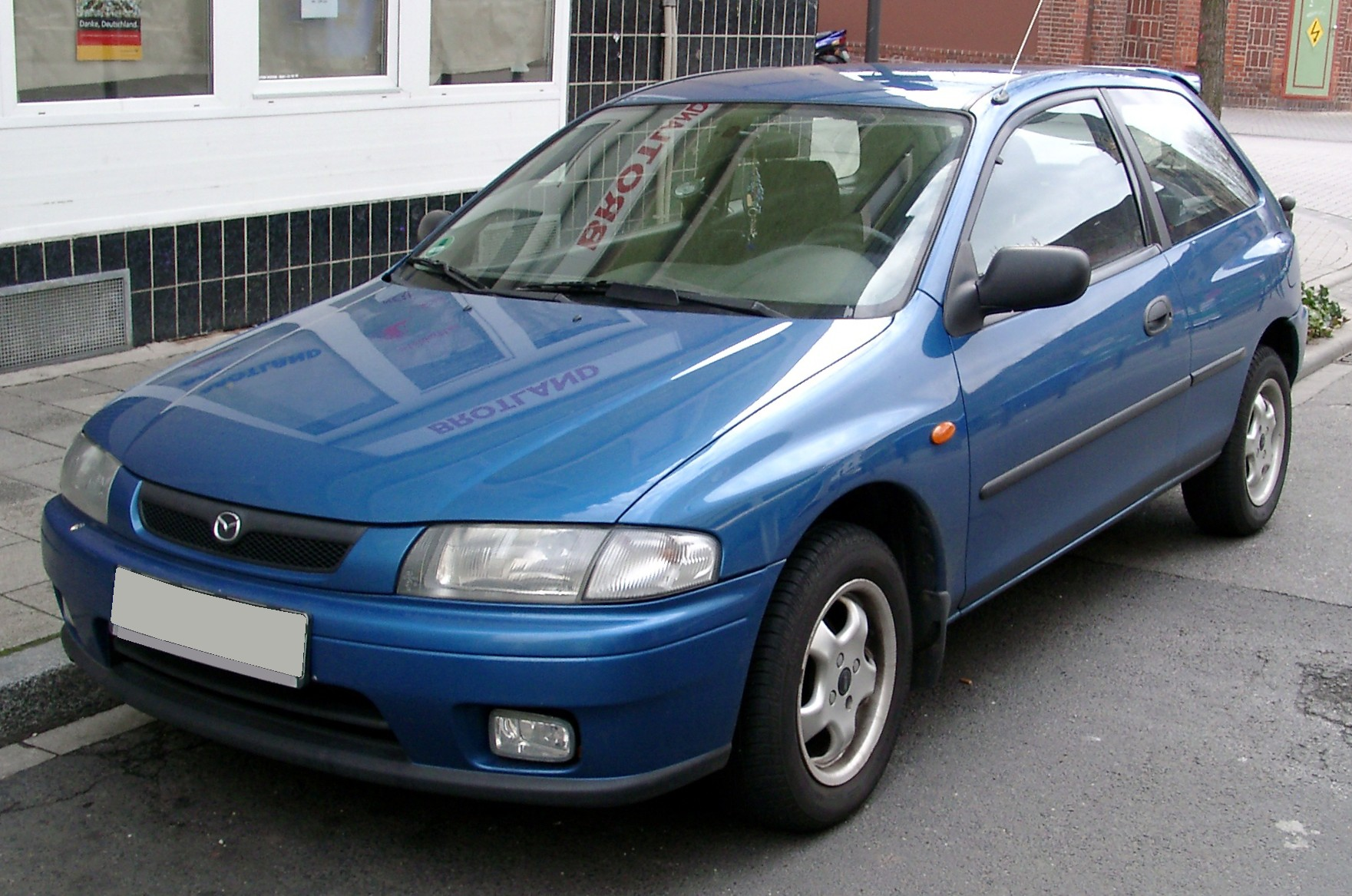
Mazda 323P (1997–2000)

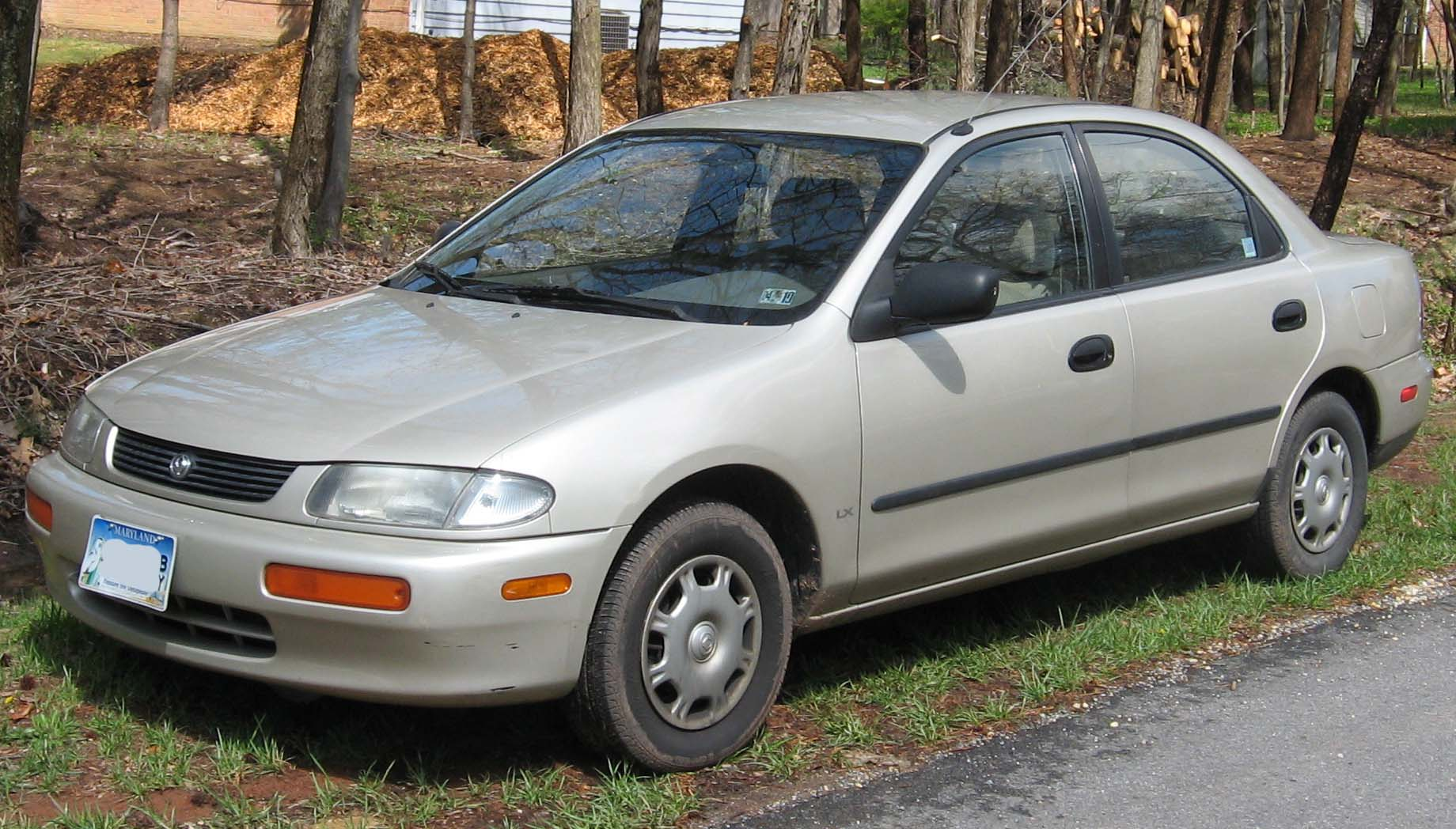
Mazda 323 sedan (wersja amerykańska)

### Mazda 323C / 323S / 323P BA (1994–1998)
V generacja Mazdy pojawiła się we wrześniu 1994. Dostępny był w 4 wersjach nadwoziowych: 323C 3-drzwiowy hatchback, 323S 4-drzwiowy sedan, 323P 3-drzwiowy hatchback oraz 323F 5-drzwiowy fastback.
Początkowo dostępne były silniki: niezmieniona konstrukcja z modelu BG 1300 cm³ SOHC z 16 zaworami i o mocy 73 KM (B3) (tylko w 323S i 323C), nowa konstrukcja 1500 cm³ DOHC 16-zaworowy o mocy 88 KM (Z5), lekko zmodyfikowany 1800 cm³ DOHC o mocy 114 KM (BP), 2000 cm³ V6 o mocy 144 KM (KF), w Japonii 170 KM (KF-ZE) (tylko w 323F).
W 1995 pojawił się turbodiesel o pojemności 1700 cm³ i mocy 82 KM (4EE1-T) (tylko w 323S).
W styczniu 1997 Mazda 323 BA przeszła modernizację, a z powodu niskiej sprzedaży modelu 323C wprowadzono nowy model 323P (3-drzwiowy hatchback). Model ten powstał na bazie 323S, zmodyfikowano jednak konstrukcję samochodu i zmieniono wystrój wnętrza. Model 323C dostępny był już tylko z wersji z silnikiem 1500 cm³, a 323S i 323P z silnikami: 1400 cm³ i 1500 cm³. Silnik Diesla 1700 cm³ zastąpiono silnikiem o pojemności 2000 cm³ i mocy 71 KM, zmieniając oznaczenie z BA na BJ (tylko w wersjach 323S i 323P).
Z końcem 1998 zakończono produkcję modeli Mazdy 323C i 323S. Model 323P produkowano do 2000, kiedy to dostał zastąpiony kolejną generacją.

### Mazda 323F BA (1994-1998)

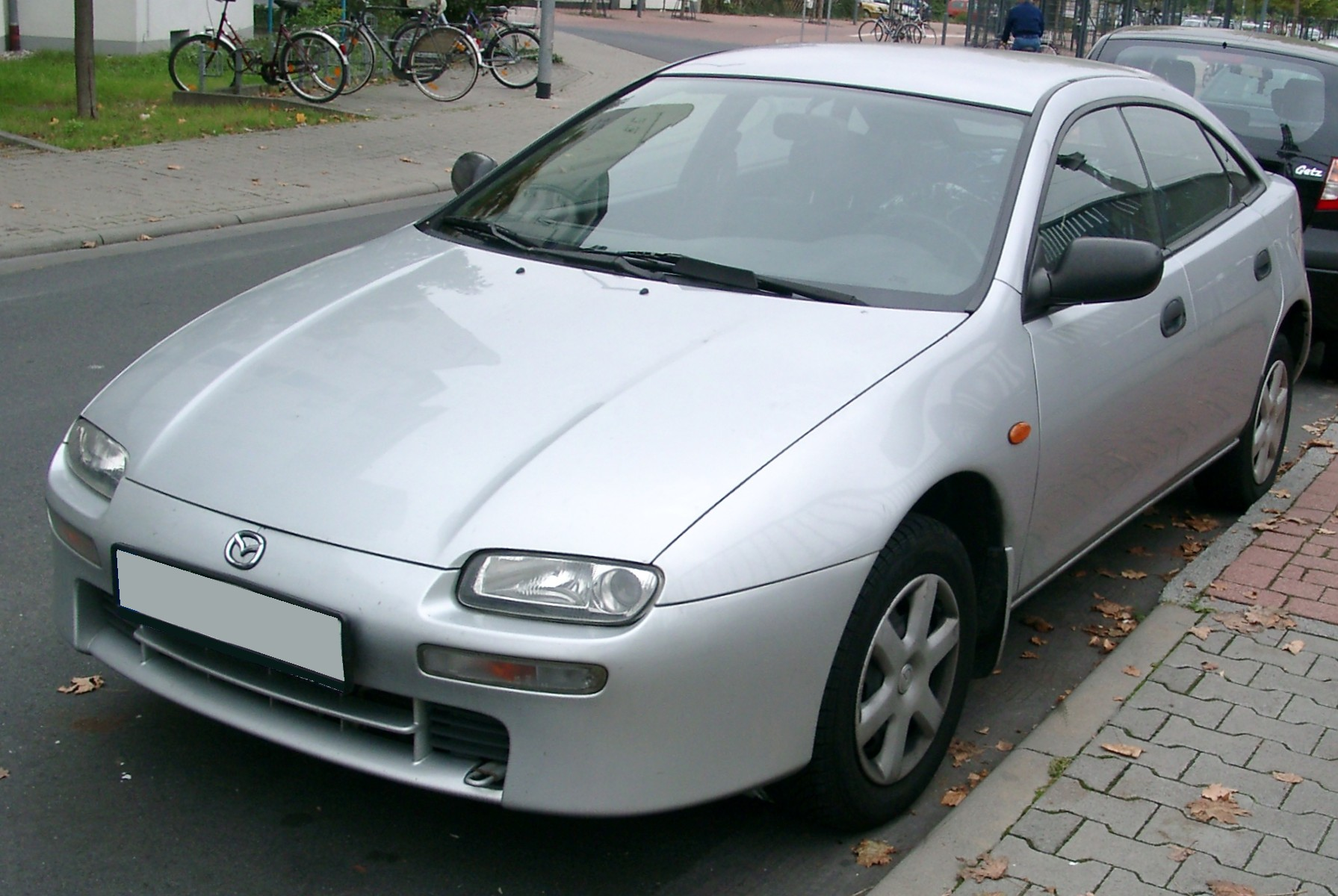
Mazda 323F (BA)

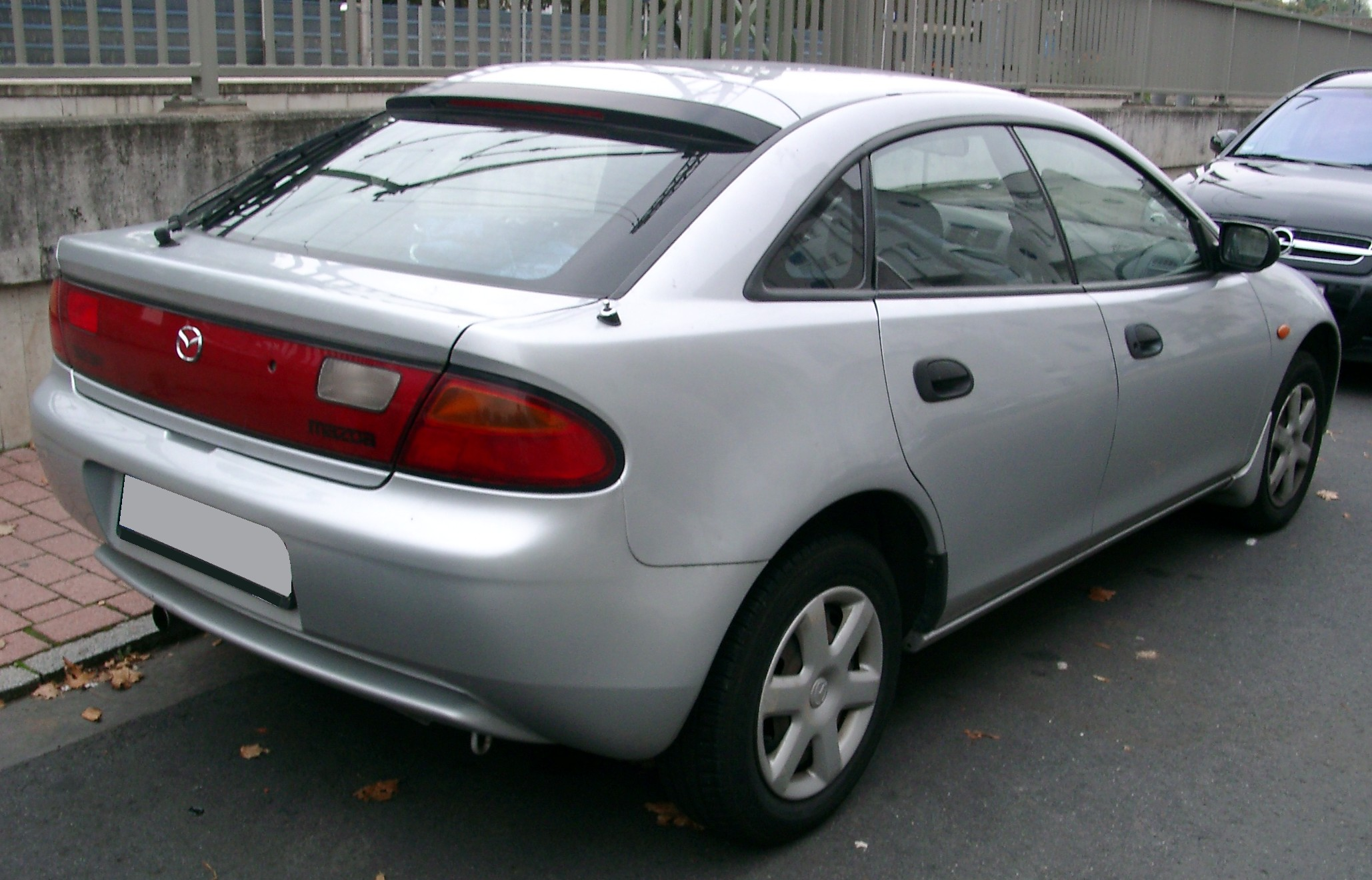
Mazda 323F, tył

Mazda oprócz modeli 323C i 323S w V generacji wypuściła na rynek jeszcze dwa rodzaje spokrewnionych pojazdów. Pięciodrzwiowy hatchback i czterodrzwiowy sedan, oba wyposażone w drzwi bez ramek i nową karoserię różniącą się od innych modeli 323. Wersja pięciodrzwiowa była oferowana w Japonii jako Mazda Lantis, w Australii i Ameryce Południowej jako Mazda 323 Astina, w Kolumbii jako Mazda Allegro, a w Europie jako Mazda 323F. Natomiast sedan był sprzedawany wyłącznie na rynku japońskim jako Mazda Lantis. Modele te, których karoserie zaprojektowali designerzy Porsche, zbudowane zostały na innych platformach niż poprzednie modele 323. Japoński Lantis zbudowano na płycie CB (mniejszej wersji płyty CA znanej z luksusowych modeli Mazdy: Xedos 6 i Eunos 500). Europejską 323F montowano natomiast na płycie BA, niemal identycznej jak CB, jednak zbliżonej do platform serii B Mazdy. Modele te sprzedawane były wyłącznie z silnikami 1,5 16V l i 1,8 16V l stosowanymi w innych modelach 323 oraz z 2,0 l V6 24V montowanym również w modelu Xedos 6, oferowanym w Japonii jako Eunos 500.

### Wersje silnikowe
| Model | Cylindry | Zawory | Pojemność | Moc             | Moment obrotowy | Lata      | 0–100 km/h (s) | Oznaczenie |
| ----- | -------- | ------ | --------- | --------------- | --------------- | --------- | -------------- | ---------- |
| 1.3   | 4        | 16     | 1324 cm³  | 54 kW (74 KM)   | 105 Nm          | 1995–1999 | 13,3           | B3         |
| 1.5   | 4        | 16     | 1489 cm³  | 65 kW (88 KM)   | 132 Nm          | 1994–1998 | 10,9           | Z5         |
| 1.8   | 4        | 16     | 1840 cm³  | 84 kW (114 KM)  | 157 Nm          | 1994–1997 | 9,7            | BP         |
| 2.0   | 6        | 24     | 1995 cm³  | 106 kW (144 KM) | 180 Nm          | 1994–1996 | 9,4            | KF         |

Wysokoprężne (Diesla):
| Model  | Cylindry | Zawory | Pojemność | Moc           | Moment obrotowy | Lata      | 0–100 km/h | Oznaczenie |
| ------ | -------- | ------ | --------- | ------------- | --------------- | --------- | ---------- | ---------- |
| 1.7 TD | 4        | 8      | 1686 cm³  | 60 kW (82 KM) | 168 Nm          | 1995–1999 | 14,2       | 4EE1-T     |

## Szósta generacja – 323 BJ (1998–2003)

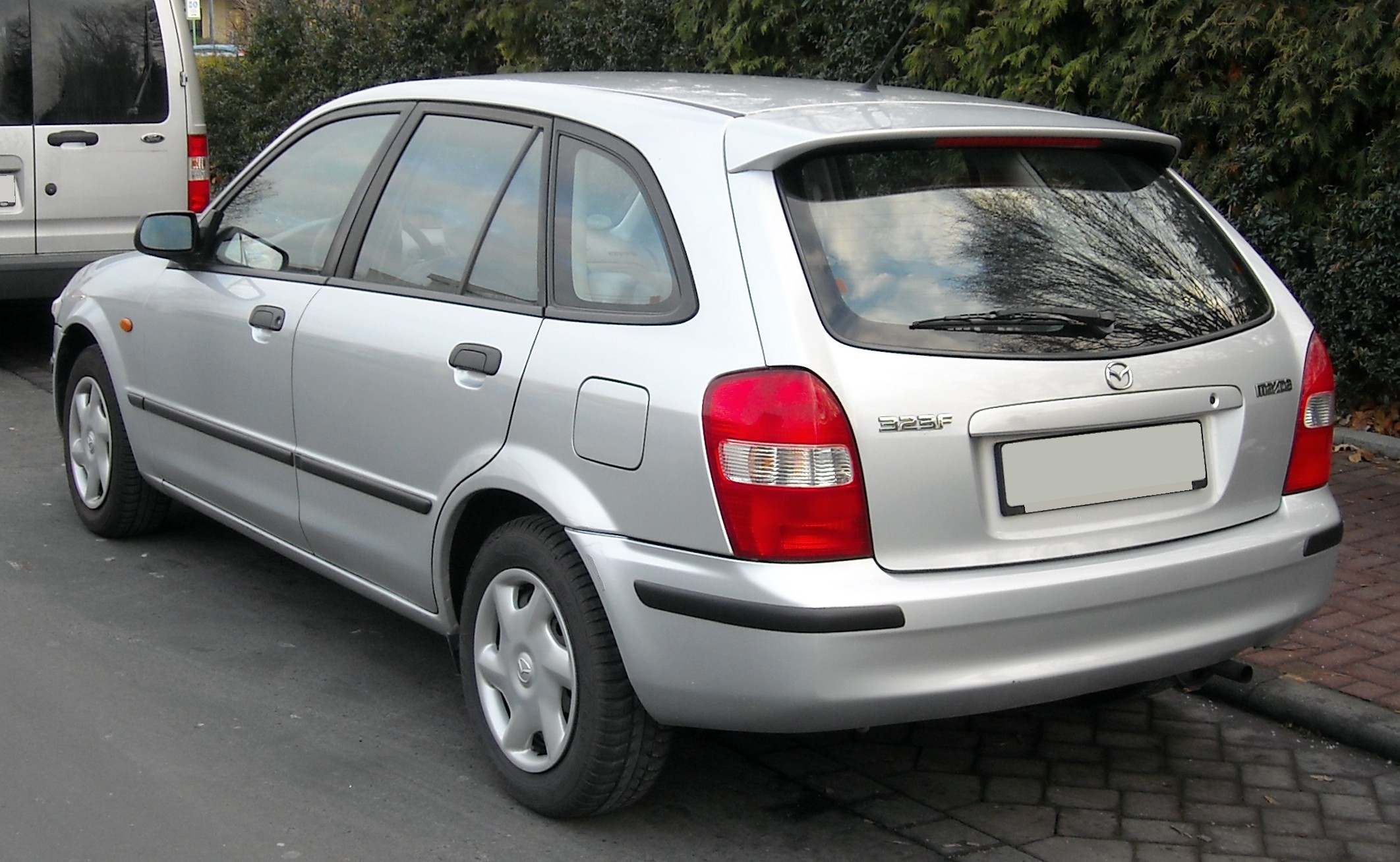
tył 323F, 1998–2000

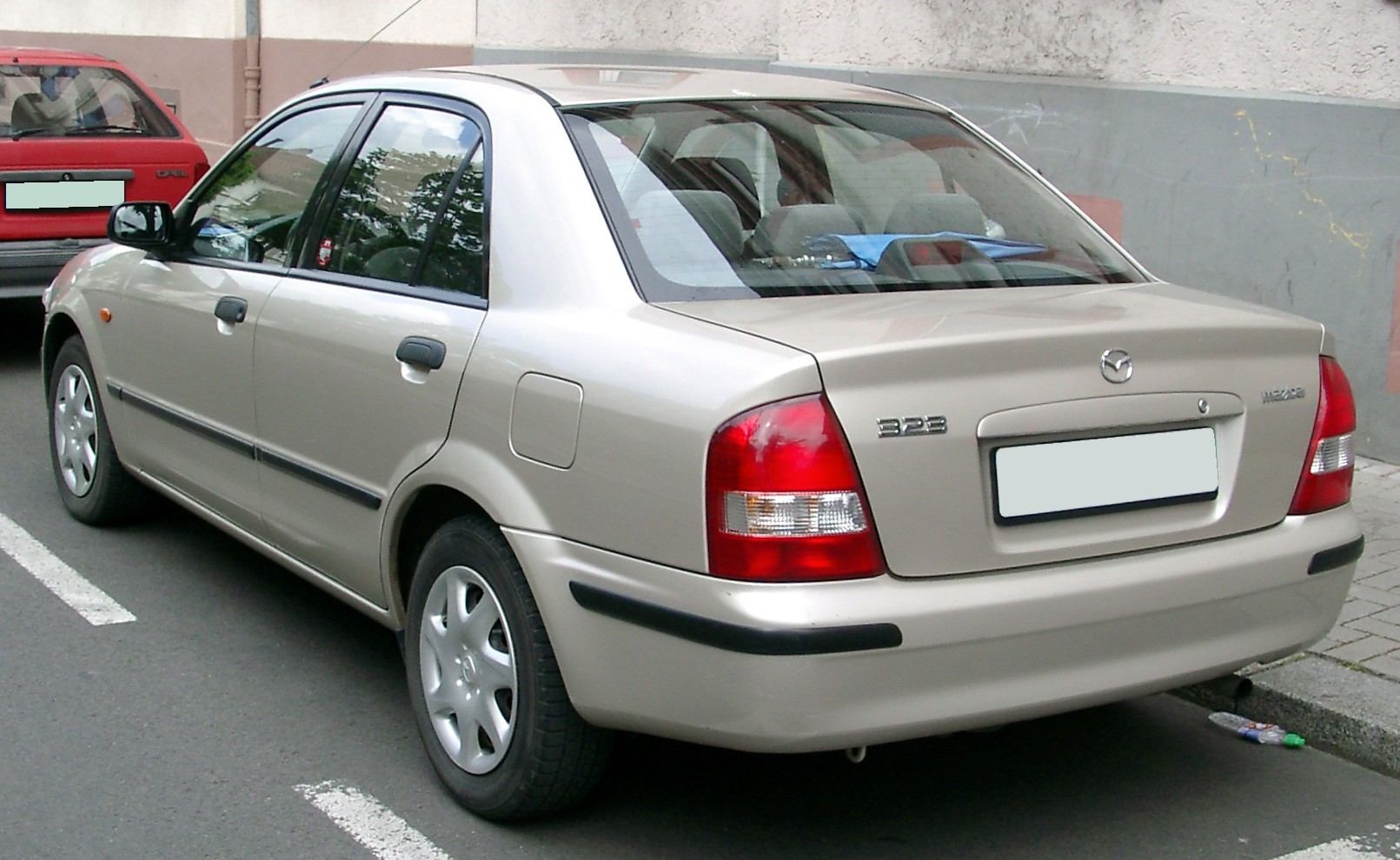
Mazda 323S (1998–2000)

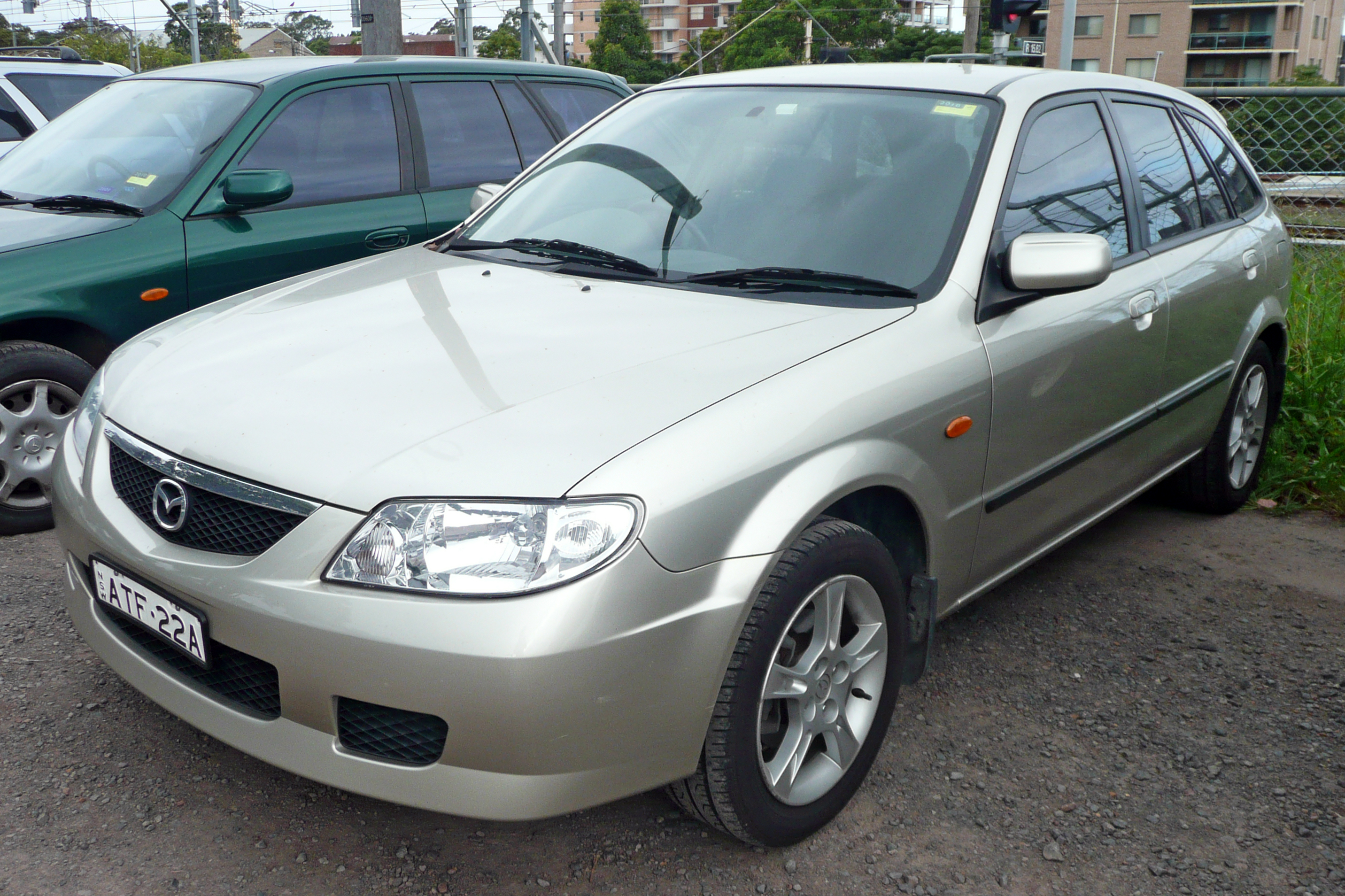
Mazda 323F (2000–2002)

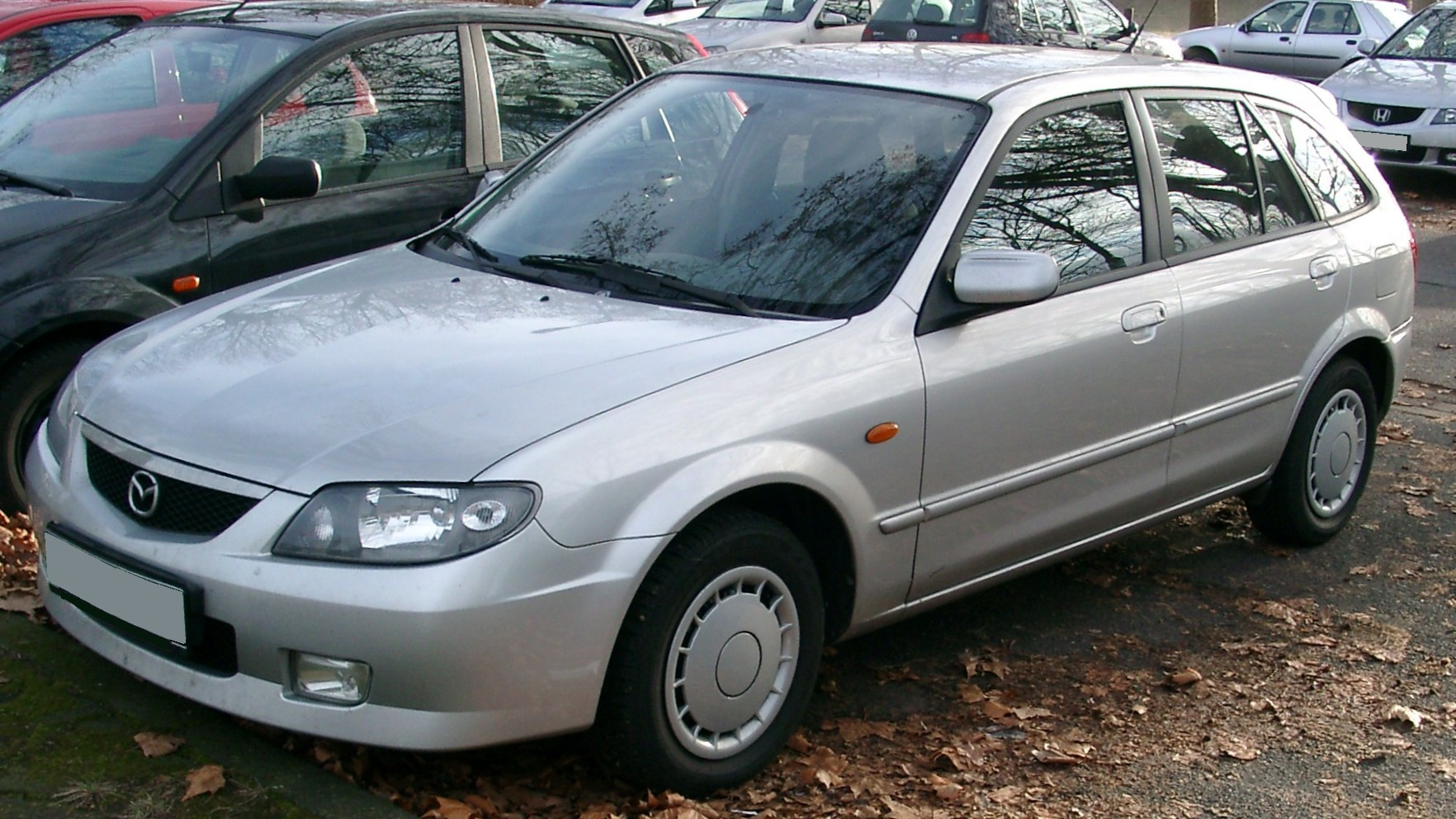
Mazda 323F (2002–2003)

VI i ostatnia generacja Mazdy 323 o oznaczeniu BJ pojawiła się w sierpniu 1998. Wydanie tej wersji poprzedzono w dwóch wersjach nadwoziowych: 5-drzwiowy hatchback i 4-drzwiowy sedan. 323F zerwała stylistycznie ze swoimi poprzednikami, które swoim wyglądem przypominały sportowe coupé. Jednocześnie w latach 1997–2001 była produkowana 3 drzwiowa Mazda 323P hatchback o oznaczeniu BA, która od 1998 r. wraz z silnikiem Diesla o pojemności 2,0 l, dostała oznaczenie BJ. Generacja BJ charakteryzuje się stonowaną sylwetką, jak na kompaktowe auto. Przełomowy bak o pojemności 92 litrów paliwa.
Auto otrzymało trzy silniki benzynowe: 1.3 73 KM (B3), 1.5 88 KM (ZL), 1.8 GT 114 KM (FP) oraz silnik Diesla 2.0 DITD o mocy 90 KM (RF2A). Auto było dość bogato wyposażone m.in. poduszka powietrzna kierowcy w standardzie, ABS, elektrycznie otwierane szyby czy lusterka.
W 2001 po 2,5 roku produkcji zdecydowano się na gruntowny lifting nadwozia i wnętrza 323 w wersji 4- i 5-drzwiowej. Facelifting upodobnił 323 do większych modeli tej marki (626 czy Premacy). Zmodernizowano jednostki napędowe (podwyższono moce silników i zminimalizowano spalanie): 1.3 75 KM (B3), 1.6 o mocy 98 koni (ZM) zastąpił 1.5 o mocy 88 KM, 2.0 o mocy 131 koni (FS) zastąpił 1.8 o mocy 115 KM oraz silnik Diesla 2.0 DITD o mocy 101 KM (RF4F).
W 2001 na targach motoryzacyjnych we Frankfurcie zaprezentowano topową wersję 323 MPS z sinikiem 2-litrowym o mocy ponad 150 KM.
Pod koniec 2002 323 przeszła kolejny mały zabieg stylistyczny polegający na zmianie kształtu tylnych i przednich lamp, dodano do palety barw nowe kolory, zmieniły się materiały tapicerskie we wnętrzu.
W 2003 zakończono produkcję modelu 323, wprowadzając w jego miejsce Mazdę 3 zwaną na innych rynkach Axela.

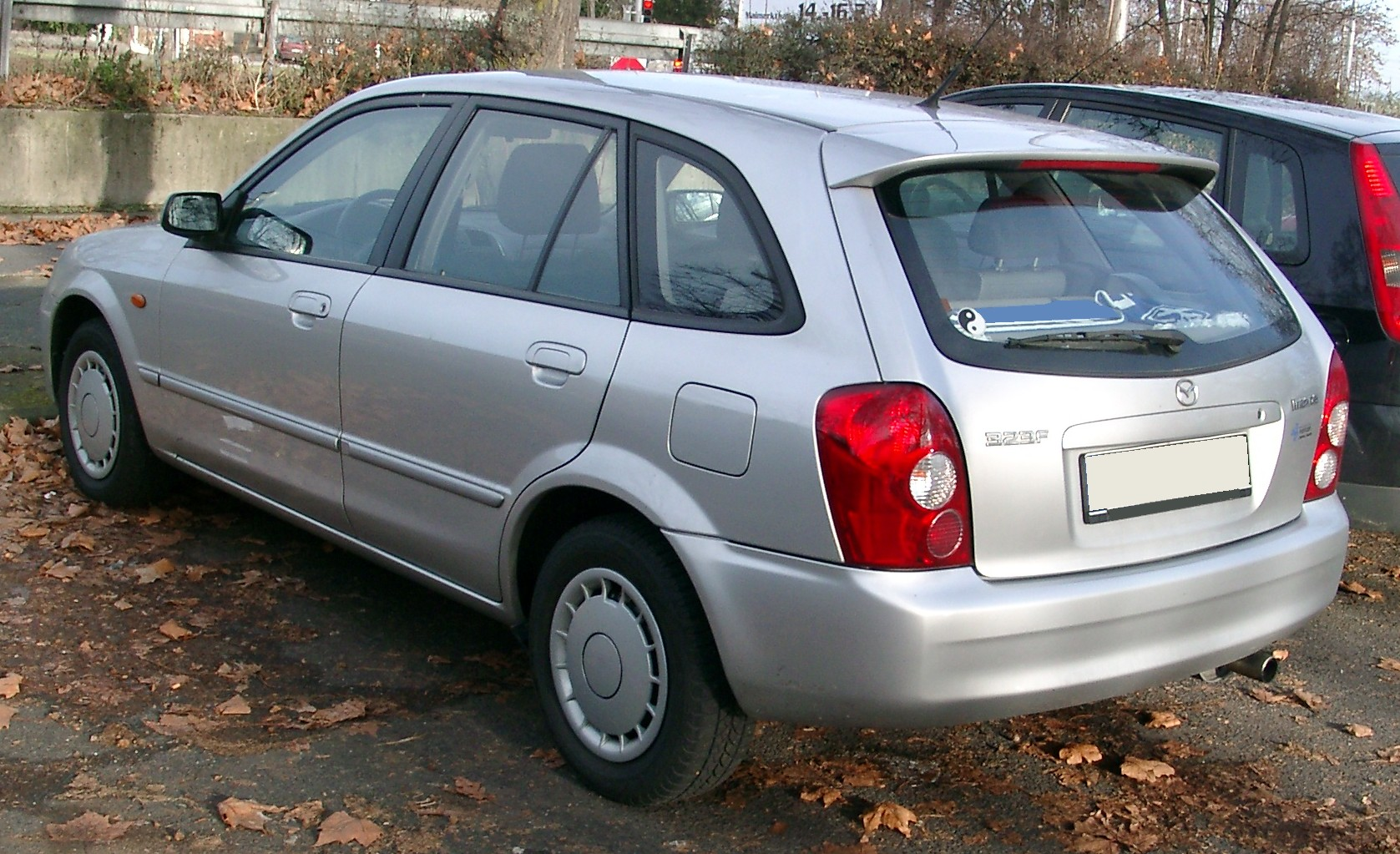
Mazda 323F tył, 2002–2003

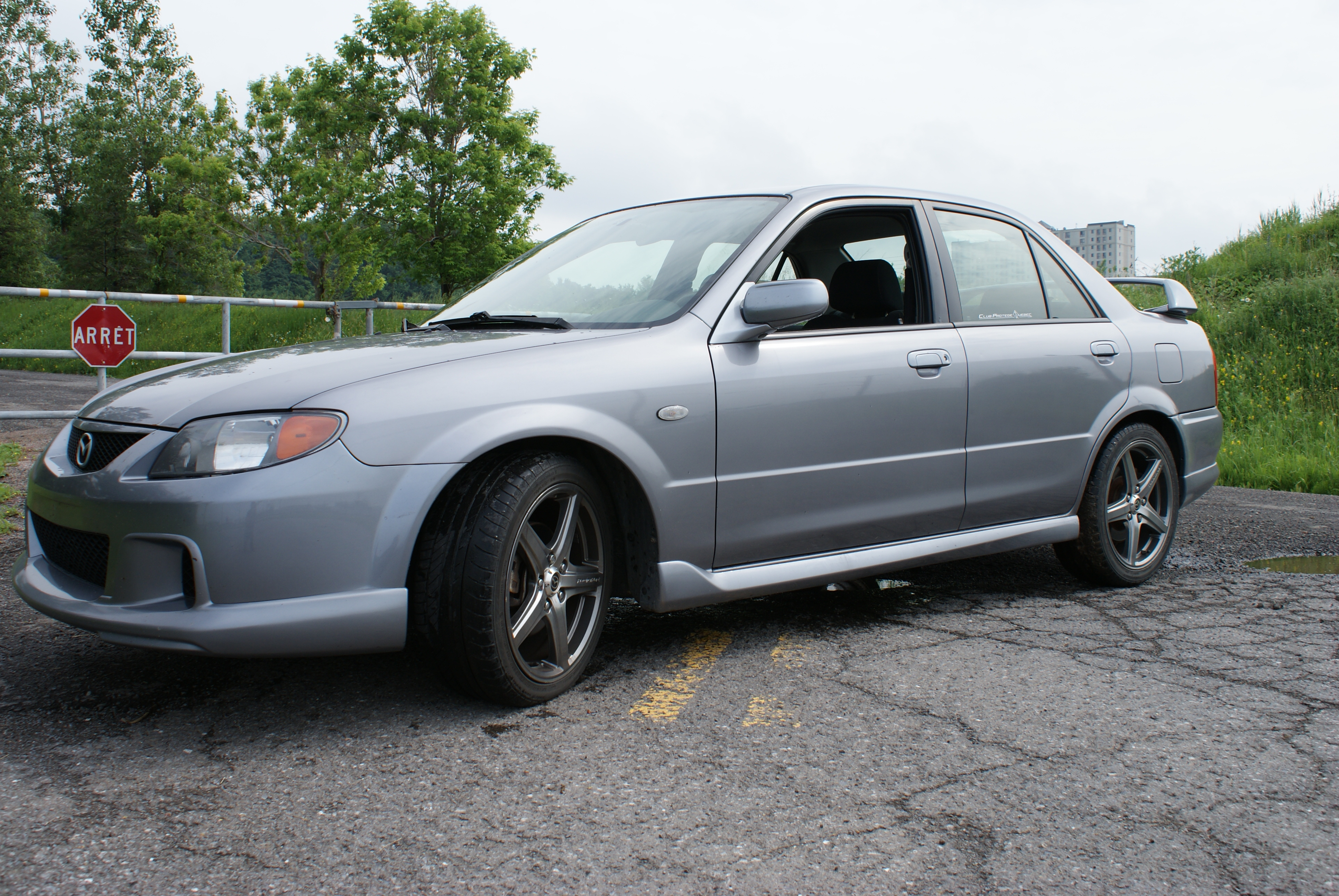
Mazdaspeed Protegé sedan (Kanada)

### Wersje silnikowe
Silniki benzynowe:
| Model | Cylindry | Zawory | Pojemność | Moc            | Lata      | Oznaczenie |
| ----- | -------- | ------ | --------- | -------------- | --------- | ---------- |
| 1.3   | 4        | 16     | 1324 cm³  | 54 kW (74 KM)  | 1998–2001 | B3         |
| 1.5   | 4        | 16     | 1489 cm³  | 66 kW (88 KM)  | 1998–2001 | ZL         |
| 1.6   | 4        | 16     | 1593 cm³  | 72 kW (98 KM)  | 2001–2003 | ZM         |
| 1.8   | 4        | 16     | 1840 cm³  | 84 kW (115 KM) | 1998–2001 | FP         |
| 2.0   | 4        | 16     | 1991 cm³  | 96 kW (131 KM) | 2001–2003 | FS         |

Silniki Diesla (wysokoprężne):
| Model    | Cylindry | Zawory | Pojemność | Moc            | Lata      | Oznaczenie |
| -------- | -------- | ------ | --------- | -------------- | --------- | ---------- |
| 2.0 D    | 4        | 8      | 1998 cm³  | 52 kW (71 KM)  | 1998–2001 | RF1G       |
| 2.0 DITD | 4        | 16     | 1998 cm³  | 66 kW (90 KM)  | 1998–2001 | RF2A       |
| 2.0 DITD | 4        | 16     | 1998 cm³  | 74 kW (101 KM) | 2001–2003 | RF4F       |